# Kraï de Krasnoïarsk
Pour les articles homonymes, voir Krasnoïarsk (homonymie).
Ne doit pas être confondu avec Kraï de Krasnodar.
Le kraï de Krasnoïarsk (en russe : Красноя́рский край, Krasnoïarski kraï) est un sujet de Sibérie de la fédération de Russie, dont la capitale est la ville de Krasnoïarsk. Rosstat attribue au kraï le code 04, et son code d'immatriculation est 32. La langue officielle est le russe, bien que l'evenki soit parlé en Évenkie et le dolgane en Taïmyrie. Deuxième plus grand sujet de Russie, avec un total de 2 366 797 km2, c'est la troisième plus grande subdivision du monde après la Iakoutie et l'Australie-Occidentale.
La province est établie dans le bassin de l'Ienisseï, un des plus grands fleuves du monde. Alors que le sud du territoire se rapproche des paysages d'Asie centrale avec la dépression de Minoussinsk et les monts Saïan, la moitié nord est recouverte de grandes étendues de taïga. Dans les régions les plus septentrionales du kraï, le paysage est typique de l'Arctique, avec des vastes territoires de toundra. Les premières traces de civilisation remontent au Paléolithique supérieur, et le sud de la région assiste à la formation d'un premier État au IVe siècle av. J.-C. Le sud du territoire devient ensuite la périphérie de diverses confédérations nomades d'Asie centrale, tandis que le nord reste presque inhabité. Les Russes conquièrent la Sibérie à partir du XVIe siècle, et y établissent comme premières colonies du territoire Ienisseïsk, puis Atchinsk et Krasnoïarsk au début du XVIe siècle. Malgré des conflits avec les Ienisseï kirghizes, les Russes prennent possession du territoire, et au siècle suivant, la région est incluse dans le gouvernement de Sibérie, puis à partir de 1822 dans le gouvernement du Ienisseï. La deuxième moitié du XIXe siècle est marquée par une ruée vers l'or, et en 1919-1920, la région est conquise par l'Armée rouge lors de la guerre civile russe. L'événement de la Toungouska s'y s'est déroulé en 1908. Sous la période soviétique, le kraï est fondé le 7 décembre 1934, et la région est industrialisée. En 2007, à la suite de référendums, le district dolgano-nénètse du Taïmyr et l'Évenkie fusionnent au sein du kraï de Krasnoïarsk.
En 2023, le kraï comptait 2 845 545 habitants, en stagnation ces dernières années. La majeure partie de la population est concentrée dans le sud du kraï, tandis que le nord est presque inhabité. Les principales villes sont Krasnoïarsk, Norilsk et Atchinsk. L'économie du kraï est l'une des plus importantes des sujets sibériens, et la plus importante du district fédéral sibérien. Les industries manufacturières et l'exploitation minière, avec en particulier Norilsk Nickel, représentent à eux-seuls la moitié du produit intérieur brut du kraï, qui s'élève à 3 064,8 milliards de roubles en 2021. La construction, le commerce et le transport occupent une partie non négligeable de l'économie.
Le patrimoine du territoire est parmi les plus riches de Sibérie, autant sur le plan culturel que sur le plan naturel. La ville de Ienisseïsk est classée dans les villes historiques tandis que Krasnoïarsk, Minoussinsk, Atchinsk et Kansk détiennent de nombreux monuments. De nombreux groupes ethniques vivent sur le territoire, parmi lesquels se trouvent les Dolganes, les Evenks, les Énètses, les Kètes, les Kottes, les Nganassanes, les Tchoulymes et les Youges. L'environnement est exceptionnel, avec de nombreuses aires protégées, comme en témoigne la réserve naturelle de Poutorana, classée au patrimoine mondial de l'humanité. La forêt de Loukounski, à l'extrême-nord du kraï, est la plus septentrionale au monde.

## Géographie

### Situation

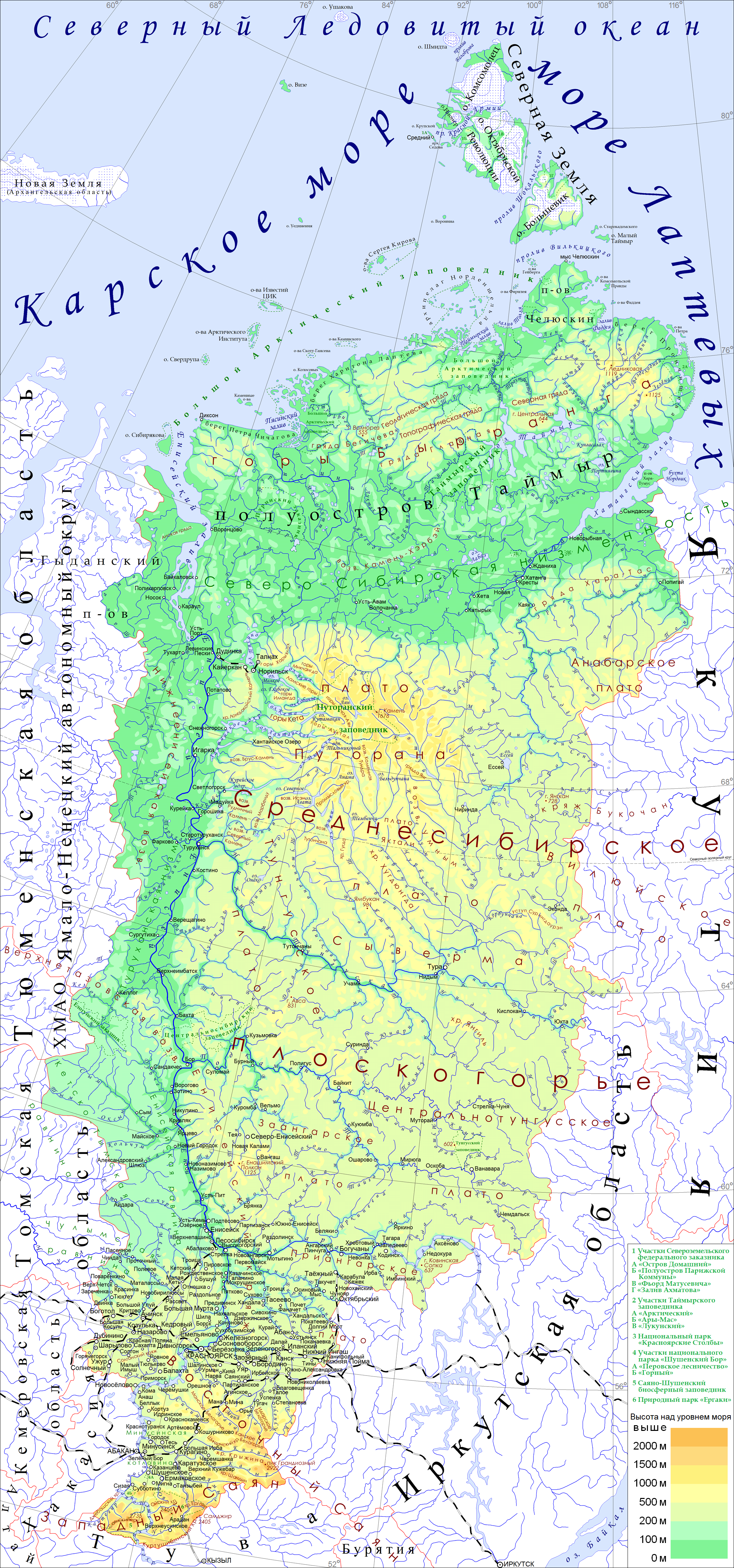
Carte physique du kraï de Krasnoïarsk.

Couvrant une superficie de 2 366 797 km2, le kraï de Krasnoïarsk est le deuxième plus grand sujet de Russie  (après la république de Sakha), avec une superficie supérieure à celle de la république démocratique du Congo et inférieure à celle de l'Algérie. Elle compose 13,86 % du territoire de la fédération de Russie, et 54,26 % du district fédéral Sibérien, soit le premier sujet du district. La province borde à l'ouest l'oblast de Tioumen, l'oblast de Tomsk et l'oblast de Kemerovo-Kouzbass au sud-ouest. Au sud, il est limitrophe des républiques de Khakassie et de Touva, au sud-est de l'oblast d'Irkoutsk et à l'est de la république de Sakha. La distance entre Moscou et son centre administratif Krasnoïarsk est de 3 955 km à vol d'oiseau. Il contenait les okrougs d’Évenkie et de Taïmyrie, qui ont officiellement fusionné avec le kraï le 1er janvier 2007, suivant les résultats d'un référendum tenu le 17 avril 2005.
Le kraï de Krasnoïarsk est considéré comme étant la région centrale du pays. L'axe nord-sud du fleuve Ienisseï divise la Russie en deux parties presque égales. D'ailleurs, le centre géographique de la Russie, le lac Vivi, s'y trouve (raïon d'Evenkie), ainsi que le Cap Tcheliouskine, le point continental le plus septentrional de Russie et d'Eurasie. Le kraï se situe ainsi en Sibérie centrale et orientale, s'étirant sur 2 800 km dans le sens latitudinal, et de 1 250 km (maximum) à 200 km selon les endroits d'ouest en est. La région est baignée par deux mers de l'océan Arctique : la mer de Kara et la mer des Laptev. Le plus grand d'eau est le fleuve Ienisseï, et le plus grand lac est celui de Taïmyr.

Le kraï se situe entre le 51e parallèle nord et le 77e parallèle nord pour la partie continenale, et jusqu'au 81e parallèle nord pour son point extrême sur un cap de la Terre du Nord. Par ailleurs, il est positionné entre le 78e méridien est et le 113e méridien est. Depuis la rive sur l'Océan arctique du kraï s'étend un plateau continental sur une longueur de 600 à 800 km. Plus de 90 % du territoire est considéré comme appartenant à la région du Nord ou en y étant assimilé.

Paysages du kraï :
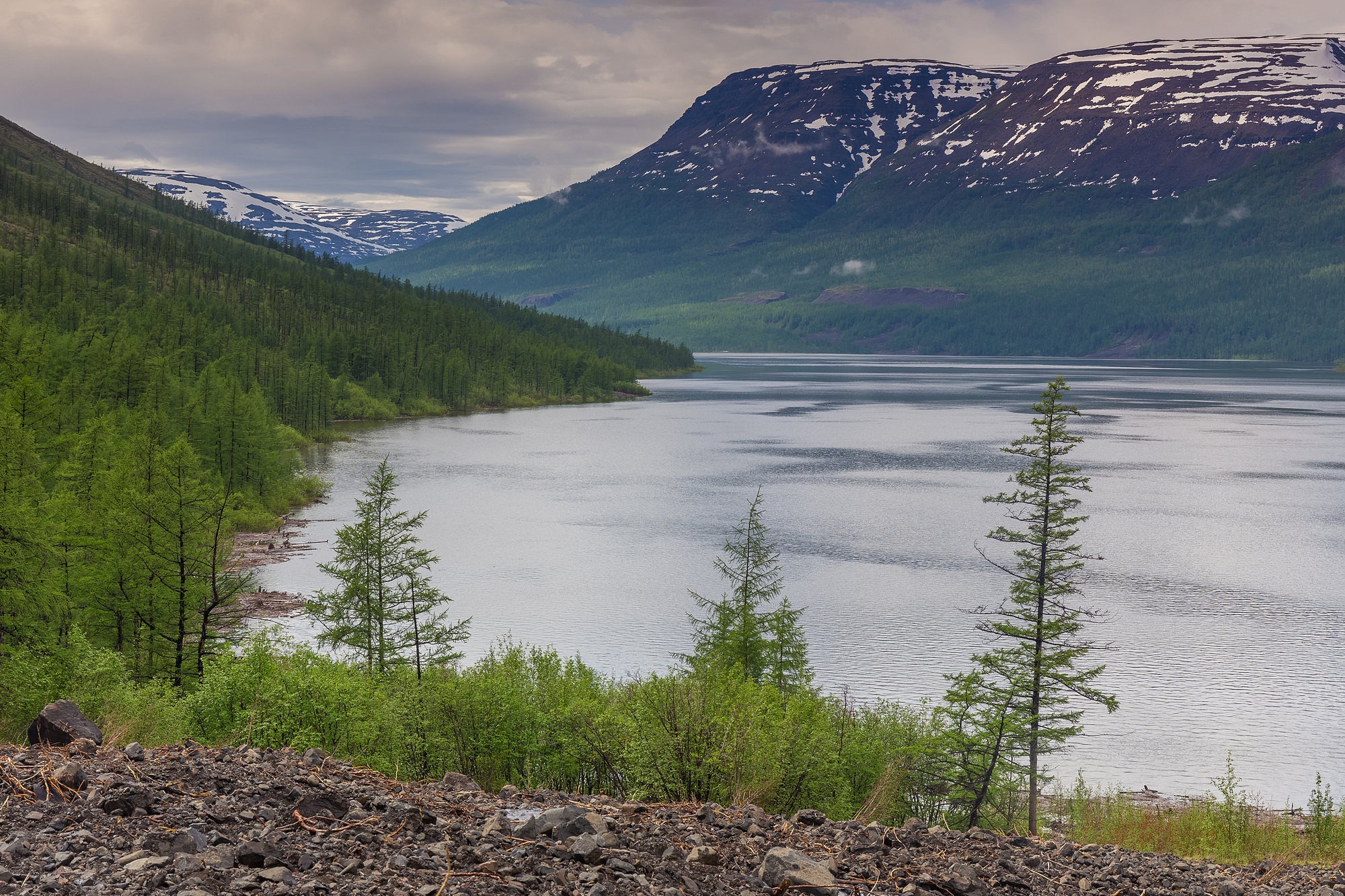
Réserve naturelle de Poutorana, classé au patrimoine mondial.
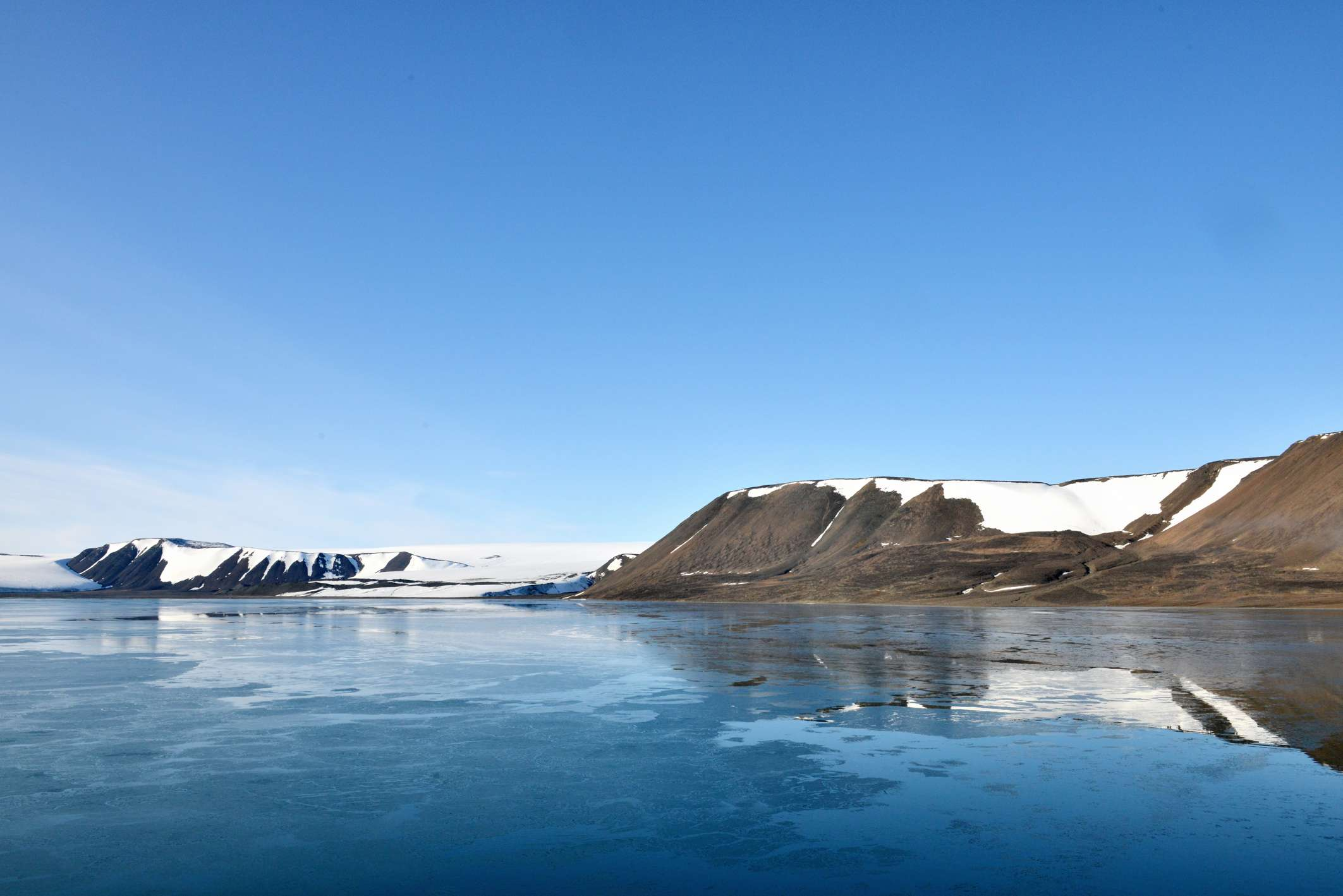
Fjord d'Akhmatov en Terre du Nord.
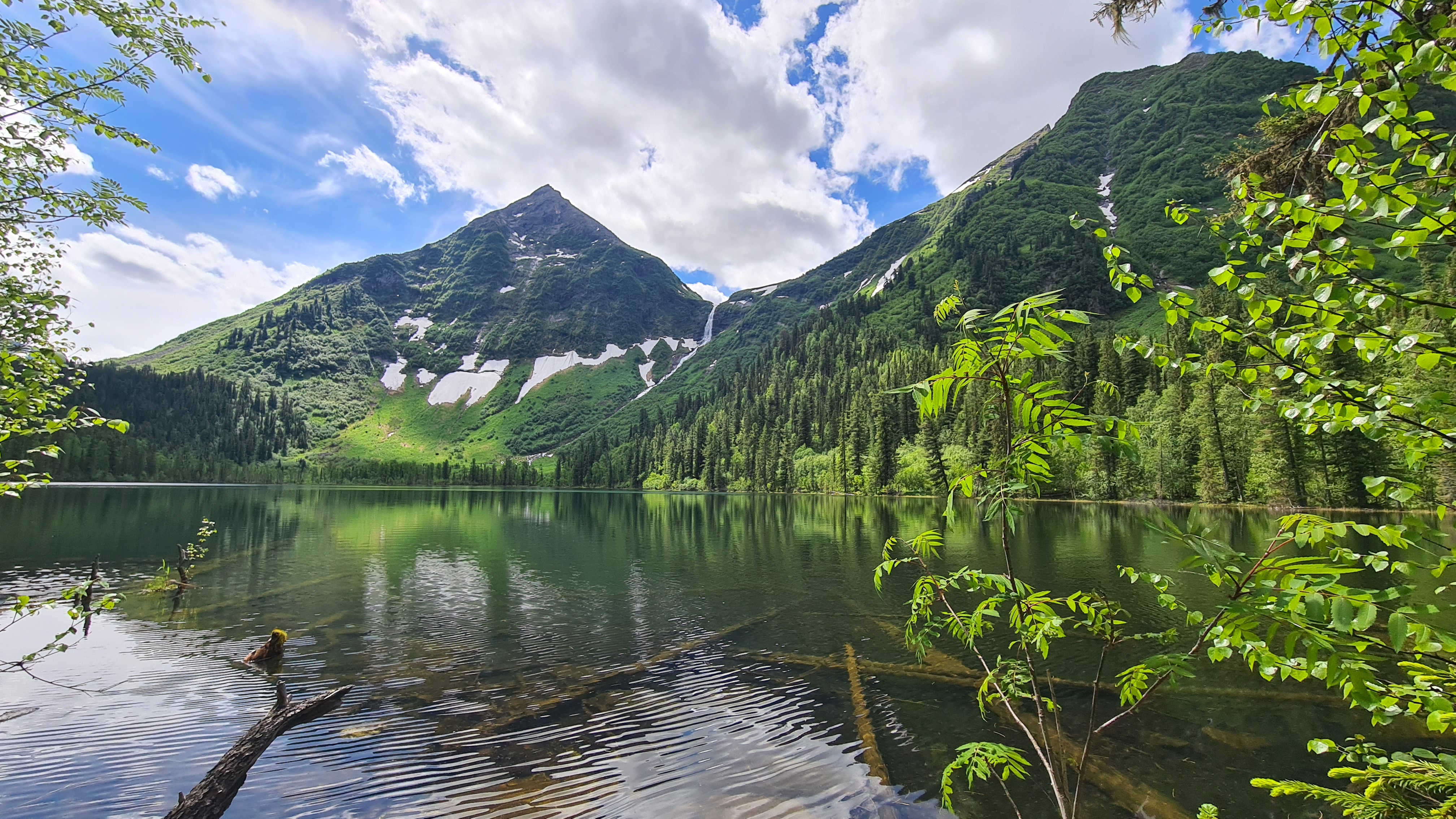
Cascade de Kinzeliouk et lac inférieur de Kinzeliouk dans les Saïan.
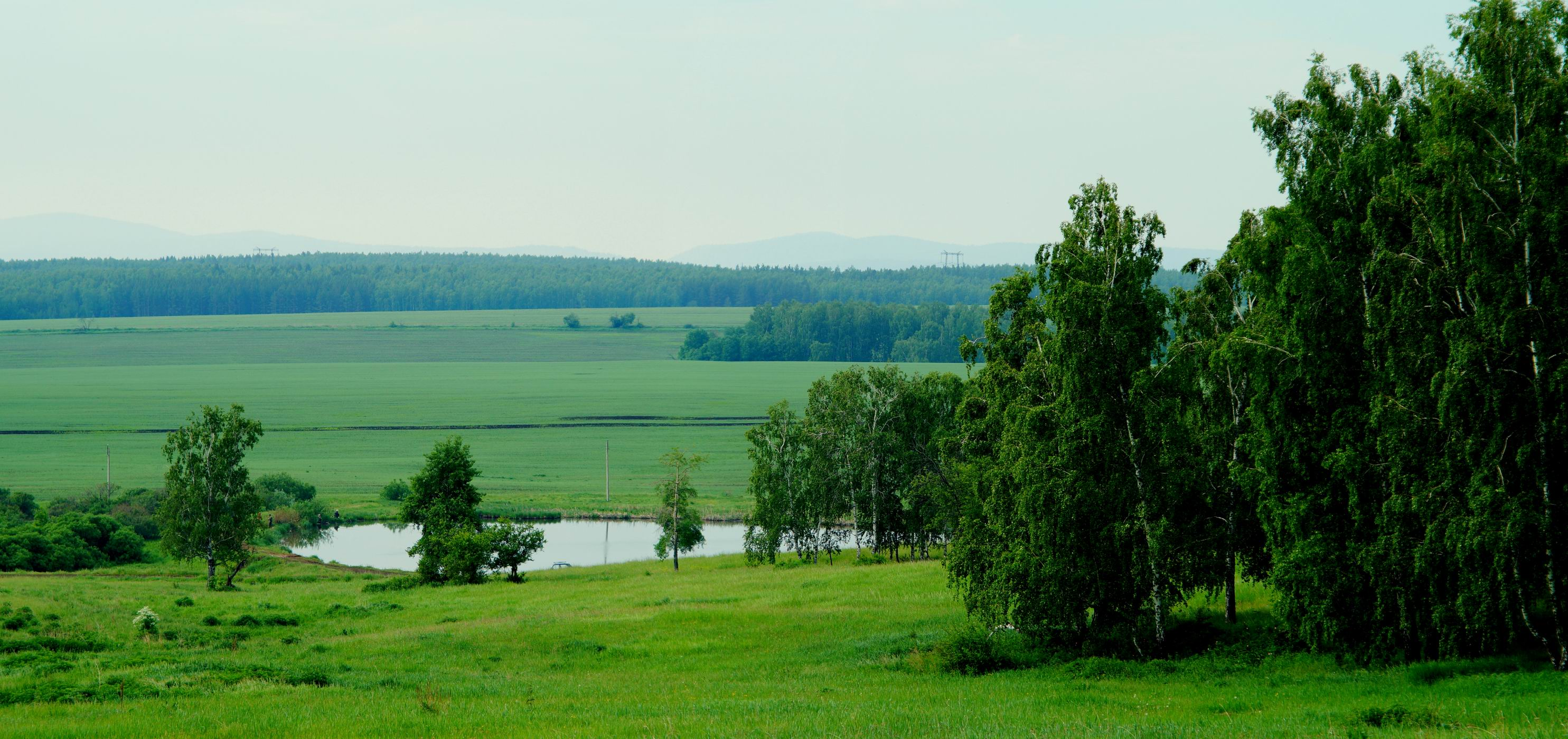
Champ dans le raïon de Iemelianovo.

### Climat
Le climat du kraï est un climat continental pour les zones les plus peuplées, la température annuelle moyenne de l’air s'élevait à+0,2 °C en 2022. Plus précisément, le nord du kraï est une zone de climat polaire, dans le centre-nord un climat subarctique, et le reste est continental. Le climat est fortement influencé par sa situation géographie, loin des mers chaudes et isolé d'elles par des barrières montagneuses.
Les précipitations totales en 2022 ont été de 571 mm, soit 108 % de la norme 1991-2020.
| Températures moyennes minimales            | −2,5 °C                                           | −9,4 °C                                          | −15,8 °C                                         |
| Températures moyennes                      | 2 °C                                              | −13,3 °C                                         | −13,3 °C                                         |
| Températures moyennes maximales            | 7,3 °C                                            | −5 °C                                            | −10,6 °C                                         |
| Précipitations moyennes                    | 508 mm                                            | 519 mm                                           | 210 mm                                           |
| Ensoleillement moyen                       | 1 969 h                                           | 1 511 h                                          | 914 h                                            |
| Record de températures Minimale / Maximale | −52,8 °C (décembre 1931) / 36,4 °C (juillet 2002) | −56,7 °C (janvier 1913) / 32,3 °C (juillet 1991) | −48,8 °C (janvier 1951) / 23,3 °C (juillet 2000) |
| Source : Pogoda i Klimat,, NOAA, et JMA    |                                                   |                                                  |                                                  |

### Hydrographie
Les masses d'eau du kraï comprennent les étendues marines, les lacs et étangs, les cours d'eau, les marécages et les glaciers. D'après les chiffres de 2022, les ressources en eaux de surface du kraï s'élèvent à 750 km3.

#### Cours d'eau
Le kraï de Krasnoïarsk est recouvert par plusieurs bassins hydrographiques, le principal étant le bassin de l'Ienisseï, qui occupe 71 % du territoire du kraï. Viennent ensuite le bassin de l'Ob, avec des rivières comme le Tchoulym, le Ket et le Sym, qui recouvre 10 % du territoire, puis le bassin de la Léna, recouvrant 9 % du kraï. Les bassins de la Piassina et de la Khatanga recouvrent chacun 5 % du territoire. La majorité (76 %) du débit annuel d'eau se forme sur le kraï, tandis que 16 % se forme dans l'oblast d'Irkoutsk, 5,4 % dans la république de Touva et 2,5 % dans la république de Khakassie.
Le kraï de Krasnoïarsk compte 18 733 cours d'eau, qui se répartissent entre 17 025 cours d'eau du district hydrographique de l'Ienisseï (hors Angara et affluents), 525 cours d'eau du district hydrographique de l'Ob et 1 183 cours d'eau du district hydrographique de l'Angara-Baïkal (sous-bassin de l'Ienisseï). Par longueur, les cours d'eau se répartissent entre 14 110 inférieurs à 25 km de long, 4 142 ayant une longueur comprise entre 26 et 100 km, 449 ayant une longueur comprise entre 101 et 500 km et 32 ayant une longueur supérieure à 500 km. Les plus grands cours d'eau traversant le kraï partiellement ou totalement sont le fleuve Ienisseï (longueur de 3 487 km, superficie de drainage 2 580 000 km2), la Toungouska Inférieure  (2 989 km, 473 000 km2), la Toungouska Pierreuse (1 865 km, 240 000 km2), l'Angara (1 779 km, 1 039 000 km2), la Piassina (818 km, 182 000 km2), la Sym (699 km, 31 600 km2), la Bolchaïa Keta (646 km, 20 700 km2), la Touroukhan (639 km, 35 800 km2) et la Kan (629 km, 36 800 km2).

#### Lacs et réservoirs

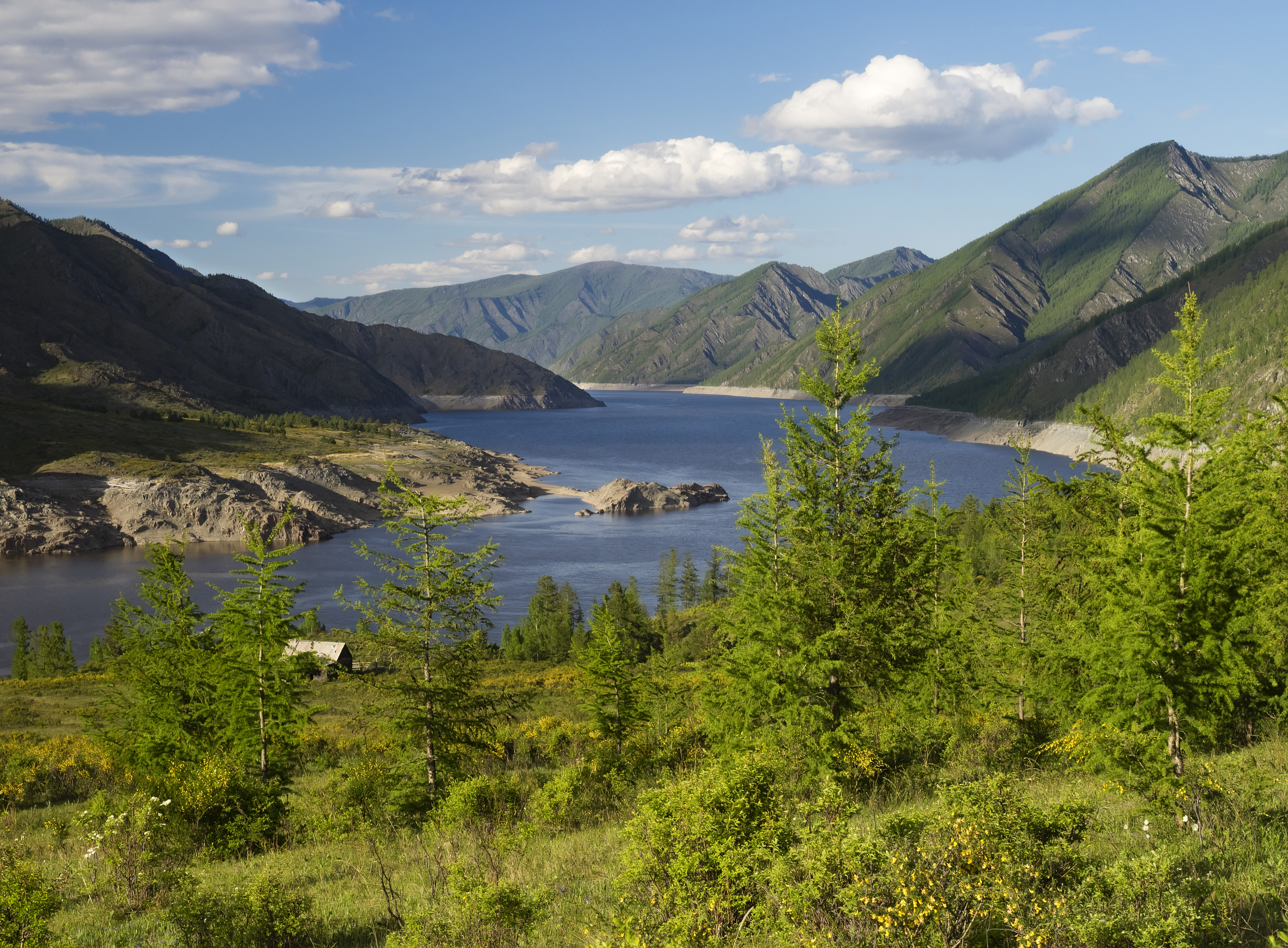
L'Ienisseï dans les Saïan (réservoir de Saïano-Chouchensk)

Le kraï de Krasnoïarsk compte de nombreux, lacs, réservoirs et étangs. La plupart des grands lacs (superficie supérieure à 50 km2) se trouvent en Taïmyrie et en Évenkie (86 % des lacs au-dessus du cercle polaire arctique). Les plus grands lacs sont le lac de Taïmyr (superficie de 4 560 km2), le lac Khantaï (822 km2), le lac Piassino (735 km2), le lac Keta (452 km2) et le lac Lama (318 km2). Seuls 66 lacs ont une superficie supérieure à 10 km2 dans le kraï. Dans le sud de la région, il a plus de 4 000 lacs, mais pour la plupart petits.
Par ailleurs, il y a sur le territoire de la région 6 réservoirs hydroélectriques, contenant un volume d'eau supérieur à 10 millions de m3. Les principaux réservoirs par ordre décroissant sont celui du barrage de Bogoutchany, celui du barrage d'Oust-Khantaï, celui du barrage de Krasnoïarsk et le réservoir de Saïano-Chouchensk entre autres.

#### Glaciers
Les glaciers du kraï de Krasnoïarsk sont situés dans les monts Saïan oriental et occidental, sur le plateau de Poutorana, dans les monts Byrranga et sur l'archipel de la Terre du Nord. Il est estimé que les glaciers contiennent environ 35 000 km3 de réserves d'eau douce. Le Saïan oriental compte 33 glaciers d'une superficie cumulée de 12,3 km2, le plateau de Poutorana comprend 22 glaciers d'une superficie cumulée de 2,54 km2, les monts Byrranga possèdent 96 glaciers d'une superficie cumulée de 30,5 km2. Enfin, en Terre du Nord, où ils recouvrent 50 % des îles, il y a 17 complexes glaciaires, dont 287 glaciers d'une superficie totale de 18 325 km2, avec une épaisseur qui atteint les 500 mètres par endroit. Parmi ceux de la Terre du Nord se trouve le glacier de l'Académie des sciences, la plus grande formation glaciaire unique de Russie.

### Géologie
Le pergélisol dans le kraï de Krasnoïarsk est présent presque partout sur le territoire, à l’exception de la partie périphérique sud-ouest. Son épaisseur est variable de 100 à 500 mètres dans les zones où il est le plus présent, à partir du 60e parallèle nord. Il est aussi présent dans les montagnes du Saïan dans le sud du territoire, surtout dans la partie centrale des crêtes, sur les ubacs et les fonds de vallées marécageuses. L'épaisseur du pergélisol atteint 100 à 200 m dans ces zones.

## Urbanisme

### Voies de communication

#### Infrastructures routières

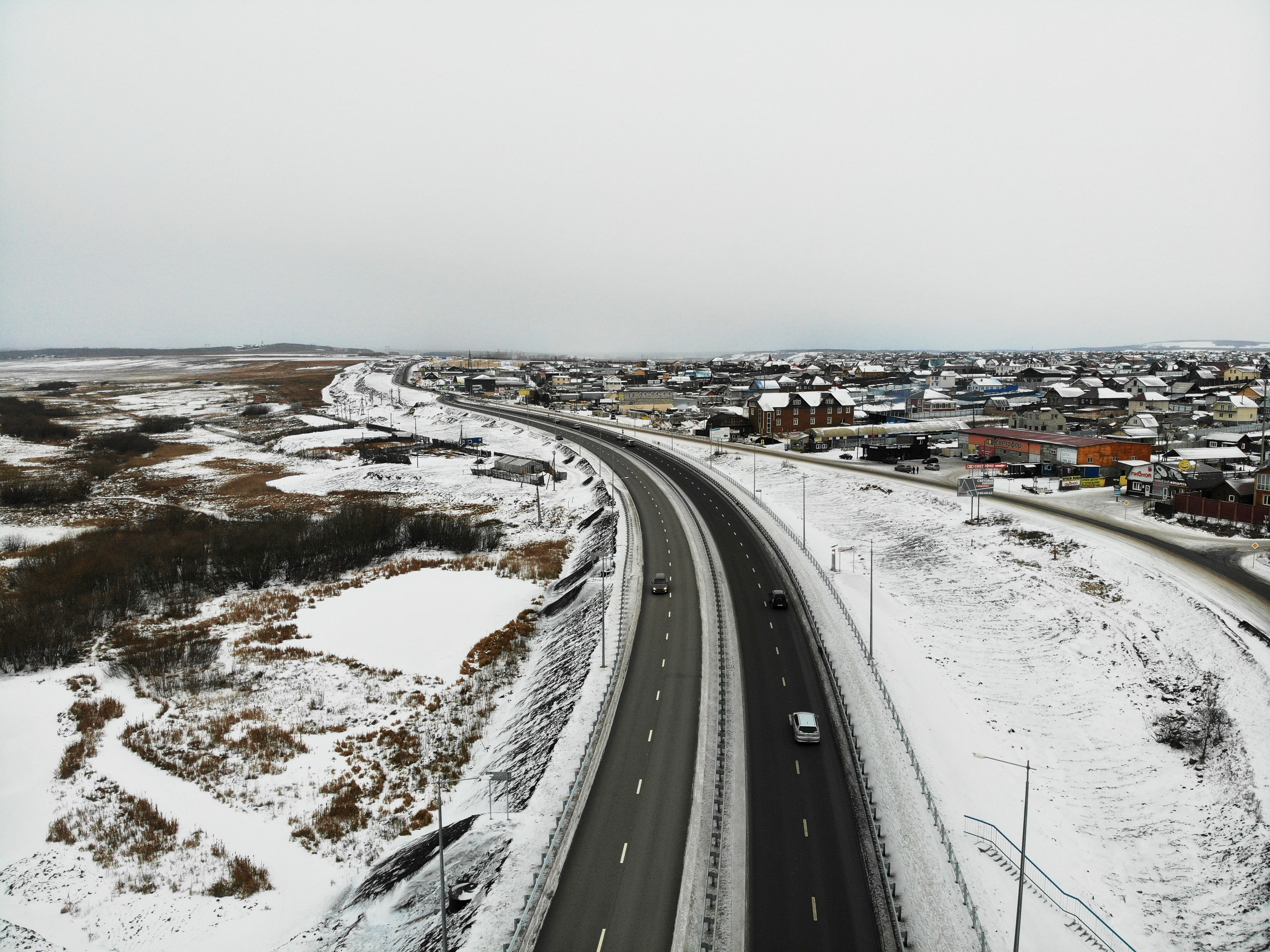
Route entre Krasnoïarsk et Elita.

Fin 2022, selon Rosstat, la longueur totale des voies publiques dans le kraï de Krasnoïarsk est de 32 387,3 km, dont 1 191,8 km de routes d'importance fédérales, 14 020,1 km de routes d'importance régionale et 17 175,4 km de routes d'importance locale. La longueur des routes à revêtement dur est de 27 705,3 km (85,5 % du total), tandis que la densité des voies publiques est de 12 km/ 10 000km2 dans le kraï.
Le kraï de Krasnoïarsk est desservi par deux routes fédérales, avec la route fédérale R255 Sibérie qui va de Novossibirsk, par Kémérovo et Krasnoïarsk, à Irkoutsk. La seconde route fédérale est la route fédérale R257 Ienisseï, qui va de Krasnoïarsk par Abakan, le col de la Bouïba, Kyzyl et Tchadan à la Mongolie. La route du Ienisseï, une route régionale, relie Krasnoïarsk par Lessossibirsk à Ienisseïsk. Le pont de Vyssokogorski, inauguré le 31 août 2023, est le pont le plus septentrional sur le Ienisseï.

#### Voies ferrées
Fin 2022, selon Rosstat, le kraï de Krasnoïarsk possède 2 078,4 km de voies ferrées, et la densité du réseau ferré est de 9 km/ 10 000km2. Le chemin de fer transsibérien traverse le kraï. La voie ferrée de Norilsk, le plus grand réseau ferroviaire isolé de Russie et l'une des routes les plus septentrionales du monde, relie Norilsk au port de Doudinka, à l'aéroport d'Alykel et aux zones d'extraction de minerai.

#### Autres modes
La longueur des voies navigables intérieures dans le bassin fluvial de l'Ienisseï est de 8 280 km. De plus, la route maritime du Nord dessert les ports de la région arctique et les grands fleuves sibériens. Le plan incliné de Krasnoïarsk permet de monter ou descendre d'un bief à l'autre les bateaux sur le Ienisseï au niveau du barrage de Krasnoïarsk.
En 2018, le nombre de passagers des aéroports de l'oblast était de 3 255 000 passagers. Le principal aéroport est l'aéroport international de Krasnoïarsk.

### Répartition des terres
La répartion des terres selon le rapport d'État « Sur l'état et la protection de l'environnement de la fédération de Russie en 2022 » du ministère des ressources naturelles et de l'environnement russe est, selon les catégories du code foncier russe, la suivante:
| Répartition                                   | 2022 (km2) | 2022 (%) |
| --------------------------------------------- | ---------- | -------- |
| Terres agricoles                              | 397 511    | 16,8     |
| Terres des localités                          | 3 660      | 0,2      |
| Terres d'industrie et autres fins spéciales   | 2 822      | 0,1      |
| Terres des territoires et des objets protégés | 96 392     | 4,1      |
| Terres du fonds forestier                     | 1 556 189  | 65,7     |
| Terres du fonds aquatique                     | 7 251      | 0,3      |
| Terres de réserve                             | 302 972    | 12,8     |
| Total                                         | 2 366 797  | 100      |

## Histoire

### Préhistoire et antiquité

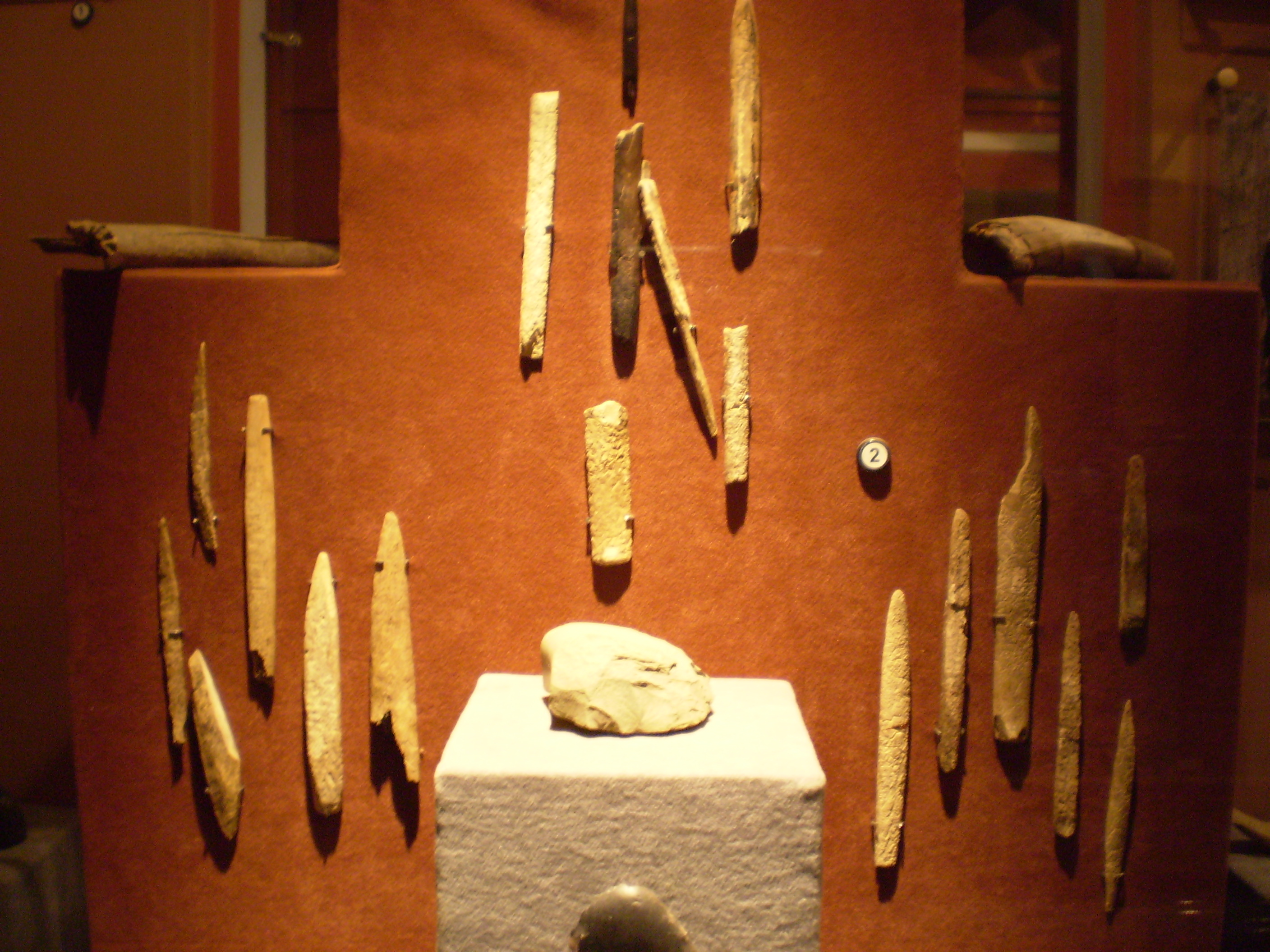
Outils d'Afontova Gora, musée régional de Krasnoïarsk.

L'homme a peuplé le territoire du territoire moderne de Krasnoïarsk au Paléolithique supérieur il y a environ 45 000 ans AP, comme en témoigne la découverte du mammouth Sopkarga à Taïmyr,. Les couches les plus anciennes des sites d'Afontova Gora, Kourtak 4, Kachtanka, Oust-Kova, Brajnoïe remontent à 32–28 000 ans AP. La culture Kokorevo dans les cours supérieurs de l'Ienisseï remonte à il y a 15 000 à 10 000 ans AP. La culture d'Andronovo (XIIIe – IXe siècle av. J.-C.) a été nommée en l'honneur de sépultures de l'âge du bronze près du village d'Andronovo.
Le premier État sur le territoire du sud de la Sibérie est apparu aux IVe et IIIe siècles av. J.-C., nommé par les anciennes chroniques chinoises « Dingling-go » (chinois : 丁零国). Vers 201 av. J.-C., les Dinglings furent vaincus par les troupes Xiongnu. Les Xiongnu sont un ancien peuple nomade turc, datant de 220 av. J.-C. au IIe siècle, qui se sont consolidés en une puissance unique qui a soumis les tribus nomades voisines grâce à de nombreuses guerres.

### Moyen Âge
Après la défaite des Dinglings par les troupes Xiongnu, les tribus kirghizes turcophones se sont déplacées vers le bassin de Minoussinsk.
En l'an 840, le khaganat ouïgour qui dominait la zone y fut défait par les Kirghizes, étendant leur pouvoir sur l'actuel Touva et la Mongolie. En poursuivant les survivants Ouïghours, les Kirghizes combattirent le long de l'Irtych et de l'Amour, jusqu'à envahir les oasis du Turkestan oriental.
Aux XIIIe et XIVe siècles, les Evenks furent séparés par l'avancée des Iakoutes vers le nord. Les Evenks de l'Est formèrent le groupe ethnique des Évènes. Avant l'arrivée des Russes au XVIIe siècle, les Evenks (Toungouses) vivaient le long de l'Ienisseï, de l'Angara, du Viliouï, de la Vitim, de la Haute Léna, de l'Amour (Orotches), ainsi que sur la côte du lac Baïkal. La base de leur économie était la chasse, la pêche et l'élevage du renne.

### Colonisation russe et Empire russe
Les premières habitations sédentaires russes dans la région, essentiellement par les Cosaques, datent du XVIIe siècle. Jusqu'en 1629, le territoire du kraï moderne était sous la domination de la ville de Tobolsk, puis plus tard sous celle de Tomsk. En 1676, l'ostrog russe de Ienisseïsk obtient le statut de ville. La ville devint le chef-lieu de toutes les colonies le long de l'Ienisseï et jusqu'en Transbaïkalie. La région se développa économiquement avec la traite des fourrures, vendues ensuite sur les marchés européens. En 1628, Krasnoïarsk est fondé en tant qu'ostrog, et devient une ville en 1690.

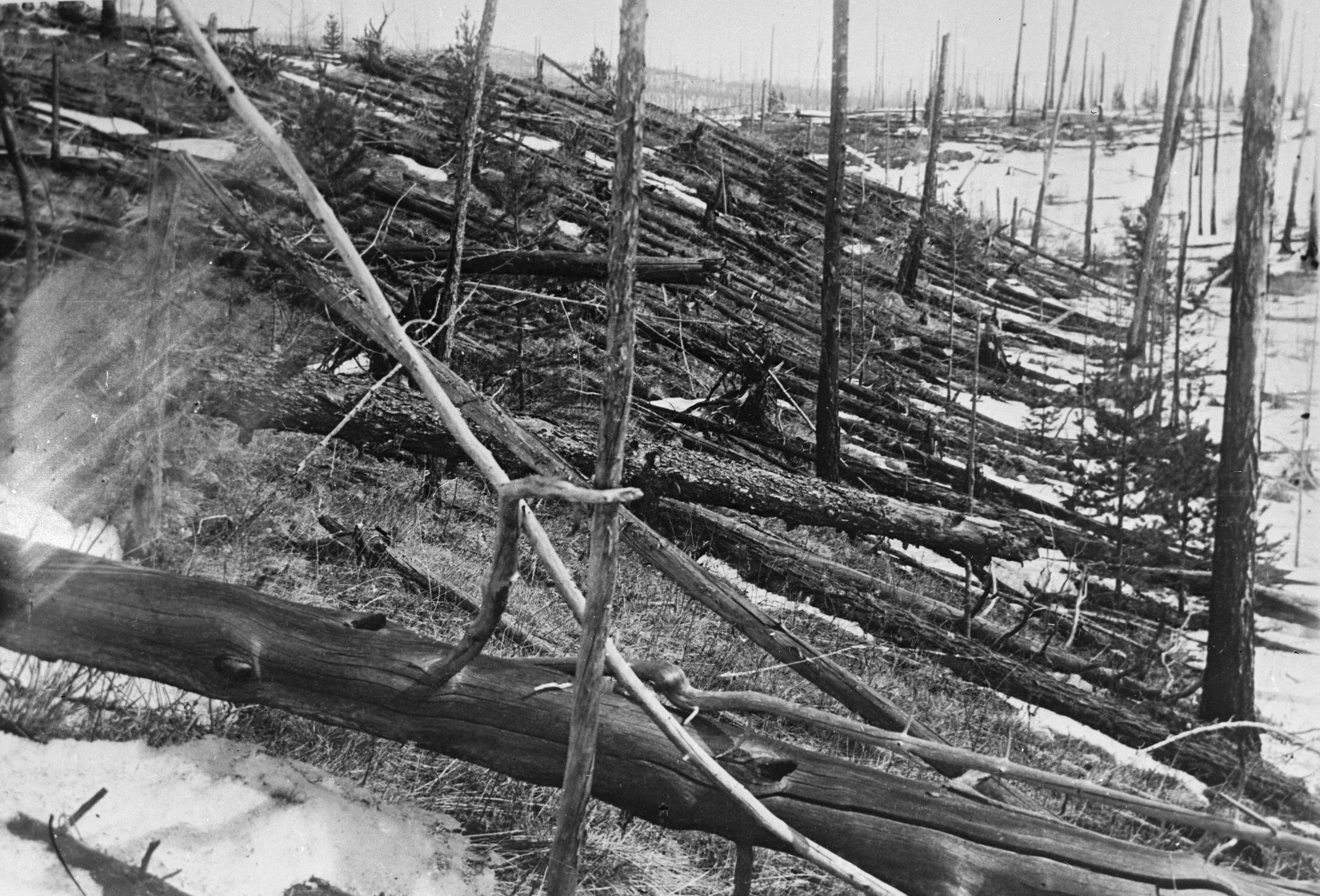
Arbres couchés par l'événement de la Toungouska.

En 1822, le gouvernement du Ienisseï est créé. Krasnoïarsk est devenue le centre administratif de cette nouvelle province. Pendant le XIXe siècle, la croissance économique de la région fut associée à la ruée vers l'or. Après la construction du Transsibérien, qui arrive en 1895, la région se développe encore plus.
C'est notamment dans cette zone qu'eut lieu l'événement de la Toungouska, une explosion gigantesque survenue le 30 juin 1908, supposément des centaines de fois plus puissante que la bombe atomique utilisée à Hiroshima 37 ans plus tard, qui aurait fait des dégâts à plus de 100 km à la ronde et serait la plus grosse explosion connue de l'histoire humaine due à une collision avec un corps céleste.

### Période soviétique
Par le décret du Comité exécutif central panrusse du 25 mai 1925, tous les gouvernements et oblasts en Sibérie ont été abolis, leurs territoires ont fusionné dans le kraï de Sibérie, qui avait comme chef-lieu Novossibirsk. Le kraï de Sibérie a ensuite été divisé en kraï de Sibérie occidentale et en kraï de Sibérie orientale.
À l'été 1953,  après la mort de Staline le 5 mars 1953, le soulèvement de Norilsk a eu lieu, qui fut une révolte de prisonniers de Gorlag, un des camps spéciaux de prisonniers politiques, tout près de Norilsk.
Par résolution du Présidium du Comité exécutif central du 7 décembre 1934, le kraï de Krasnoïarsk a été formé à la suite de la désagrégation des kraïs sibériens orientaux et occidentaux. Le kraï comprenait 31 raïons, l'oblast autonome khakasse et les raïons nationaux de Taïmyrie et d'Évenkie. Krasnoïarsk est devenu le centre administratif du sujet.

### Depuis 1991
En 1991, l'oblast autonome khakasse a fait sécession et est devenu la république de Khakassie. Par ailleurs, la Taïmyrie et l'Évenkie sont eux aussi devenus des sujets russes en tant qu'okroug autonome, c'est-à-dire sous une supervision du kraï.  Le 1er janvier 2007, à la suite de référendums, les okrougs autonomes ont été rattachés au kraï de Krasnoïarsk. Ils ont été transformés en des raïons municipaux dotés d'un statut spécial.
Le déversement de pétrole à Norilsk, près de Norilsk, à partir du 29 mai 2020, relâcha dans les rivières proches 21 000 mètres cubes de diesel,. L'accident fut la deuxième plus grande marée noire de l'histoire russe moderne.

## Politique et administration

### Autorités
L'assemblée législative du kraï de Krasnoïarsk, composé de 52 députés élus pour 5 ans au suffrage universel direct, est contrôlée depuis les dernières élections en 2021 par Russie unie. Le parti détient 34 sièges.
Le 20 avril 2023, Mikhaïl Mikhaïlovitch Kotioukov est nommé par Vladimir Poutine gouverneur par intérim du kraï de Krasnoïarsk, en remplacement d'Aleksandre Ouss, qui a démissionné. En septembre 2023, il est élu gouverneur du kraï de Krasnoïarsk, et prend officiellement ses fonctions le 19 septembre.

### Tendances politiques
| Scrutin                    | 1er tour | 1er tour | 1er tour | 1er tour | 1er tour | 1er tour | 1er tour | 1er tour            | 1er tour | 1er tour | 1er tour            | 1er tour | 2d tour                  | 2d tour                  | 2d tour                  | 2d tour                  | 2d tour                  | 2d tour                  | 2d tour                  | 2d tour                  | 2d tour                  | 2d tour                  |
| Scrutin                    | 1er      | 1er      | %        | 2e       | 2e       | %        | 3e       | 3e                  | %        | 4e       | 4e                  | %        | 1er                      | 1er                      | %                        | 2e                       | 2e                       | %                        | 3e                       | %                        | 4e                       | %                        |
| -------------------------- | -------- | -------- | -------- | -------- | -------- | -------- | -------- | ------------------- | -------- | -------- | ------------------- | -------- | ------------------------ | ------------------------ | ------------------------ | ------------------------ | ------------------------ | ------------------------ | ------------------------ | ------------------------ | ------------------------ | ------------------------ |
| Présidentielle 2012        |          | ER       | 60,16    |          | KPRF     | 18,03    |          | LDPR                | 8,61     |          | SE                  | 8,42     | Victoire au premier tour | Victoire au premier tour | Victoire au premier tour | Victoire au premier tour | Victoire au premier tour | Victoire au premier tour | Victoire au premier tour | Victoire au premier tour | Victoire au premier tour | Victoire au premier tour |
| Gouvernorale 2014          |          | ER       | 63,30    |          | KPRF     | 14,01    |          | Patriotes de Russie | 13,88    |          | LDPR                | 5,36     | Victoire au premier tour | Victoire au premier tour | Victoire au premier tour | Victoire au premier tour | Victoire au premier tour | Victoire au premier tour | Victoire au premier tour | Victoire au premier tour | Victoire au premier tour | Victoire au premier tour |
| Législative régionale 2016 |          | ER       | 38,53    |          | LDPR     | 20,24    |          | KPRF                | 14,66    |          | Patriotes de Russie | 6,51     | Tour unique              | Tour unique              | Tour unique              | Tour unique              | Tour unique              | Tour unique              | Tour unique              | Tour unique              | Tour unique              | Tour unique              |
| Présidentielle 2018        |          | ER       | 74,28    |          | KPRF     | 12,78    |          | LDPR                | 7,39     |          | GRANI               | 1,61     | Victoire au premier tour | Victoire au premier tour | Victoire au premier tour | Victoire au premier tour | Victoire au premier tour | Victoire au premier tour | Victoire au premier tour | Victoire au premier tour | Victoire au premier tour | Victoire au premier tour |
| Gouvernorale 2018          |          | ER       | 60,19    |          | LDPR     | 23,34    |          | SRZP                | 12,32    |          |                     |          | Victoire au premier tour | Victoire au premier tour | Victoire au premier tour | Victoire au premier tour | Victoire au premier tour | Victoire au premier tour | Victoire au premier tour | Victoire au premier tour | Victoire au premier tour | Victoire au premier tour |
| Législative 2021           |          | ER       | 34,64    |          | KPRF     | 22,88    |          | SRZP                | 13,68    |          | LDPR                | 6,14     | Tour unique              | Tour unique              | Tour unique              | Tour unique              | Tour unique              | Tour unique              | Tour unique              | Tour unique              | Tour unique              | Tour unique              |
| Législative régionale 2021 |          | ER       | 31,68    |          | KPRF     | 21,79    |          | LDPR                | 14,67    |          | NL                  | 7,96     | Tour unique              | Tour unique              | Tour unique              | Tour unique              | Tour unique              | Tour unique              | Tour unique              | Tour unique              | Tour unique              | Tour unique              |
| Gouvernorale 2023          |          | ER       | 70,21    |          | LDPR     | 11,32    |          | Les Verts           | 8,25     |          | KPRF                | 5;99     | Victoire au premier tour | Victoire au premier tour | Victoire au premier tour | Victoire au premier tour | Victoire au premier tour | Victoire au premier tour | Victoire au premier tour | Victoire au premier tour | Victoire au premier tour | Victoire au premier tour |

### Divisions administratives

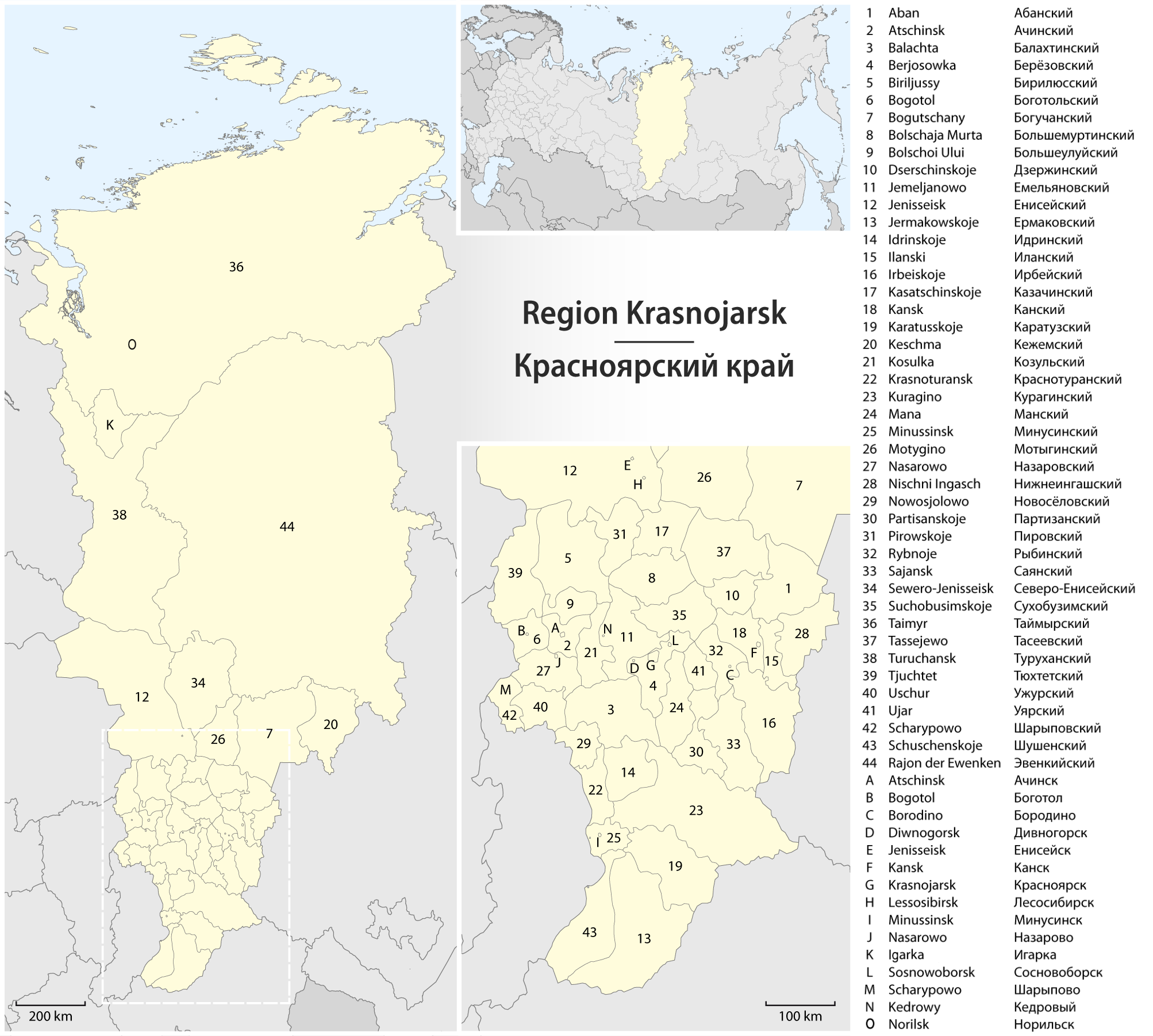
Carte des subdivisions du kraï de Krasnoïarsk.

Le kraï de Krasnoïarsk est subdivisé selon la loi « Sur la structure administrative-territoriale du territoire de Krasnoïarsk » depuis le 8 juillet 2021 en :
- 13 villes d'importance régionale, en tant qu'okrougs urbains, que sont : Atchinsk, Bogotol, Borodino, Divnogorsk, Ienisseïsk, Kansk, Lessossibirsk, Minoussinsk, Nazarovo, Sosnovoborsk , Charypovo et ;
  - Krasnoïarsk avec ses 7 raïons urbains (ru) (arrondissements) ;
  - Norilsk avec ses 3 arrondissements ;
- 41 raïons comprenant ;
  - 2 raïons (le raïon Evenks et le raïon dolgano-nénètse de Taïmyr) qui sont chacune des unités administratives-territoriales à statut spécial (ru) ;
  - 8 villes d'importance régionale que sont Ilanski, Kodinsk, Artimovsk, Zaozerny, Doudinka, Igarka, Oujour et Ouyar ;
  - 19 communes urbaines ;
  - 432 selsoviets ;
  - 1 raïon (celui de Severo-Ienisseïski) sans aucune subdivision locale ;
- 3 okrougs municipaux ;
- 3 villes fermées.

| Subdivisions du kraï de Krasnoïarsk | Subdivisions du kraï de Krasnoïarsk | Subdivisions du kraï de Krasnoïarsk | Subdivisions du kraï de Krasnoïarsk | Subdivisions du kraï de Krasnoïarsk    | Subdivisions du kraï de Krasnoïarsk    | Subdivisions du kraï de Krasnoïarsk | Subdivisions du kraï de Krasnoïarsk | Subdivisions du kraï de Krasnoïarsk | Subdivisions du kraï de Krasnoïarsk |
| N° sur la carte                     | Nom                                 | N°                                  | Nom                                 | N°                                     | Nom                                    | N°                                  | Nom                                 | N°                                  | Nom                                 |
| Raïons                              | Raïons                              | Raïons                              | Raïons                              | Villes périphériques (okrougs urbains) | Villes périphériques (okrougs urbains) | Villes fermées (okrougs urbains)    | Villes fermées (okrougs urbains)    | Okrougs (okrougs municipaux)        | Okrougs (okrougs municipaux)        |
| ----------------------------------- | ----------------------------------- | ----------------------------------- | ----------------------------------- | -------------------------------------- | -------------------------------------- | ----------------------------------- | ----------------------------------- | ----------------------------------- | ----------------------------------- |
| 1                                   | Raïon d'Abanski                     | 22                                  | Raïon de Krasnoturansky             | A                                      | Atchinsk                               | N                                   | ZATO de Jeleznogorsk                | 31                                  | Okroug de Pirov                     |
| 2                                   | Raïon d'Atchinsk                    | 23                                  | Raïon de Kouraguino                 | B                                      | Bogotol                                | O                                   | ZATO de Zelenogorsk                 | 39                                  | Okroug de Tioukhtet                 |
| 3                                   | Raïon de Balkhta                    | 24                                  | Raïon de la Mana                    | C                                      | Borodino                               | R                                   | ZATO de Solnetchni                  | 42                                  | Okroug de Charypovo                 |
| 4                                   | Raïon de Beriozovka                 | 25                                  | Raïon de Minoussinsk                | D                                      | Dvinogorsk                             | P                                   | Village de Kédrovy                  |                                     |                                     |
| 5                                   | Raïon de Birilioussy                | 26                                  | Raïon de Motyguine                  | E                                      | Ienisseïsk                             |                                     |                                     |                                     |                                     |
| 6                                   | Raïon de Bogotol                    | 27                                  | Raïon de Nazarovo                   | F                                      | Kansk                                  |                                     |                                     |                                     |                                     |
| 7                                   | Raïon de Bogoutchany                | 28                                  | Raïon de Nijni Ingach               | G                                      | Krasnoïarsk                            |                                     |                                     |                                     |                                     |
| 8                                   | Raïon de Bolchaïa Mourta            | 29                                  | Raïon de Novossiolovo               | H                                      | Lessossibirsk                          |                                     |                                     |                                     |                                     |
| 9                                   | Raïon de Bolchoï Ouloui             | 30                                  | Raïon de Partizanskoïe              | I                                      | Minoussinsk                            |                                     |                                     |                                     |                                     |
| 10                                  | Raïon de Dzerjinski                 | 31                                  | Raïon de Rybnoïe                    | J                                      | Nazarovo                               |                                     |                                     |                                     |                                     |
| 11                                  | Raïon de Iemelyanov                 | 32                                  | Raïon des Saïan                     | K                                      | Norilsk                                |                                     |                                     |                                     |                                     |
| 12                                  | Raïon de Ienisseïsk                 | 33                                  | Raïon de Severo-Ienisseïski         | L                                      | Sosnovoborsk                           |                                     |                                     |                                     |                                     |
| 13                                  | Raïon de Iermakov                   | 34                                  | Raïon de Soukhobouzimskoïe          | M                                      | Charypovo                              |                                     |                                     |                                     |                                     |
| 14                                  | Raïon d'Idrinski                    | 35                                  | Raïon dolgano-nénètse de Taïmyr     |                                        |                                        |                                     |                                     |                                     |                                     |
| 15                                  | Raïon d'Ilanski                     | 36                                  | Raïon de Tasseïevo                  |                                        |                                        |                                     |                                     |                                     |                                     |
| 16                                  | Raïon Iberski                       | 37                                  | Raïon de Touroukhansk               |                                        |                                        |                                     |                                     |                                     |                                     |
| 17                                  | Raïon des Cosaques                  | 38                                  | Raïon d'Oujour                      |                                        |                                        |                                     |                                     |                                     |                                     |
| 18                                  | Raïon de Kansk                      | 39                                  | Raïon d'Ouïar                       |                                        |                                        |                                     |                                     |                                     |                                     |
| 19                                  | Raïon de Karatouz                   | 40                                  | Raïon de Chouchenskoïe              |                                        |                                        |                                     |                                     |                                     |                                     |
| 20                                  | Raïon de Kejma                      | 41                                  | Raïon Evenk                         |                                        |                                        |                                     |                                     |                                     |                                     |
| 21                                  | Raïon de Kozoulka                   |                                     |                                     |                                        |                                        |                                     |                                     |                                     |                                     |

### Localités
Le kraï compte 1 748 localités à travers tout son territoire.

## Population et société

### Démographie
Au 1er janvier 2023, la population s'élève à 2 845 500 personnes, dont 580 800 personnes en milieu rural. La densité de population est de 1,2 hab./km2.
La plupart des Dolganes, une population anciennement nomade, vivent dans le kraï.
Recensements (*) ou estimations de la population,:
| 2002      | 2010      | 2016      | 2019      | 2023      |
| --------- | --------- | --------- | --------- | --------- |
| 2 966 042 | 2 893 926 | 2 866 490 | 2 874 050 | 2 845 545 |

| Année | Fécondité | Fécondité urbaine | Fécondité rurale |
| ----- | --------- | ----------------- | ---------------- |
| 1990  | 1,88      | 1,65              | 2,85             |
| 1991  | 1,74      | 1,50              | 2,63             |
| 1992  | 1,53      | 1,31              | 2,37             |
| 1993  | 1,36      | 1,17              | 2,04             |
| 1994  | 1,43      | 1,29              | 1,99             |
| 1995  | 1,36      | 1,23              | 1,86             |
| 1996  | 1,29      | 1,16              | 1,82             |
| 1997  | 1,22      | 1,09              | 1,74             |
| 1998  | 1,26      | 1,12              | 1,83             |
| 1999  | 1,17      | 1,05              | 1,66             |
| 2000  | 1,20      | 1,07              | 1,74             |
| 2001  | 1,25      | 1,14              | 1,78             |
| 2002  | 1,32      | 1,22              | 1,80             |
| 2003  | 1,35      | 1,24              | 1,87             |
| 2004  | 1,35      | 1,23              | 1,90             |
| 2005  | 1,30      | 1,19              | 1,79             |
| 2006  | 1,32      | 1,21              | 1,76             |
| 2007  | 1,42      | 1,28              | 1,97             |
| 2008  | 1,53      | 1,40              | 2,08             |
| 2009  | 1,59      | 1,44              | 2,20             |
| 2010  | 1,61      | 1,46              | 2,28             |
| 2011  | 1,62      | 1,45              | 2,40             |
| 2012  | 1,75      | 1,57              | 2,72             |
| 2013  | 1,77      | 1,59              | 2,82             |
| 2014  | 1,81      | 1,61              | 2,91             |
| 2015  | 1,84      | 1,70              | 2,60             |
| 2016  | 1,82      | 1,67              | 2,60             |
| 2017  | 1,67      | 1,51              | 2,50             |

### Pyramide des âges
Pyramide des âges du kraï selon le recensement de 2021 en %:
| Hommes | Classe d’âge | Femmes |
| ------ | ------------ | ------ |
| 0,5    | 85 et +      | 1,5    |
| 1,1    | 80-84        | 2,7    |
| 1,1    | 75-79        | 2,1    |
| 3,3    | 70-74        | 5,1    |
| 5,1    | 65-69        | 6,7    |
| 6,3    | 60-64        | 7,4    |
| 6,0    | 55-59        | 6,3    |
| 6,2    | 50-54        | 6,0    |
| 7,4    | 45-49        | 7,1    |
| 8,6    | 40-44        | 8,1    |
| 9,7    | 35-39        | 9,0    |
| 9,0    | 30-34        | 8,0    |
| 5,9    | 25-29        | 5,1    |
| 5,7    | 20-24        | 4,9    |
| 5,9    | 15-19        | 4,9    |
| 6,4    | 10-14        | 5,2    |
| 6,7    | 5-9          | 5,6    |
| 5,1    | 0-4          | 4,3    |

### Composition ethnique

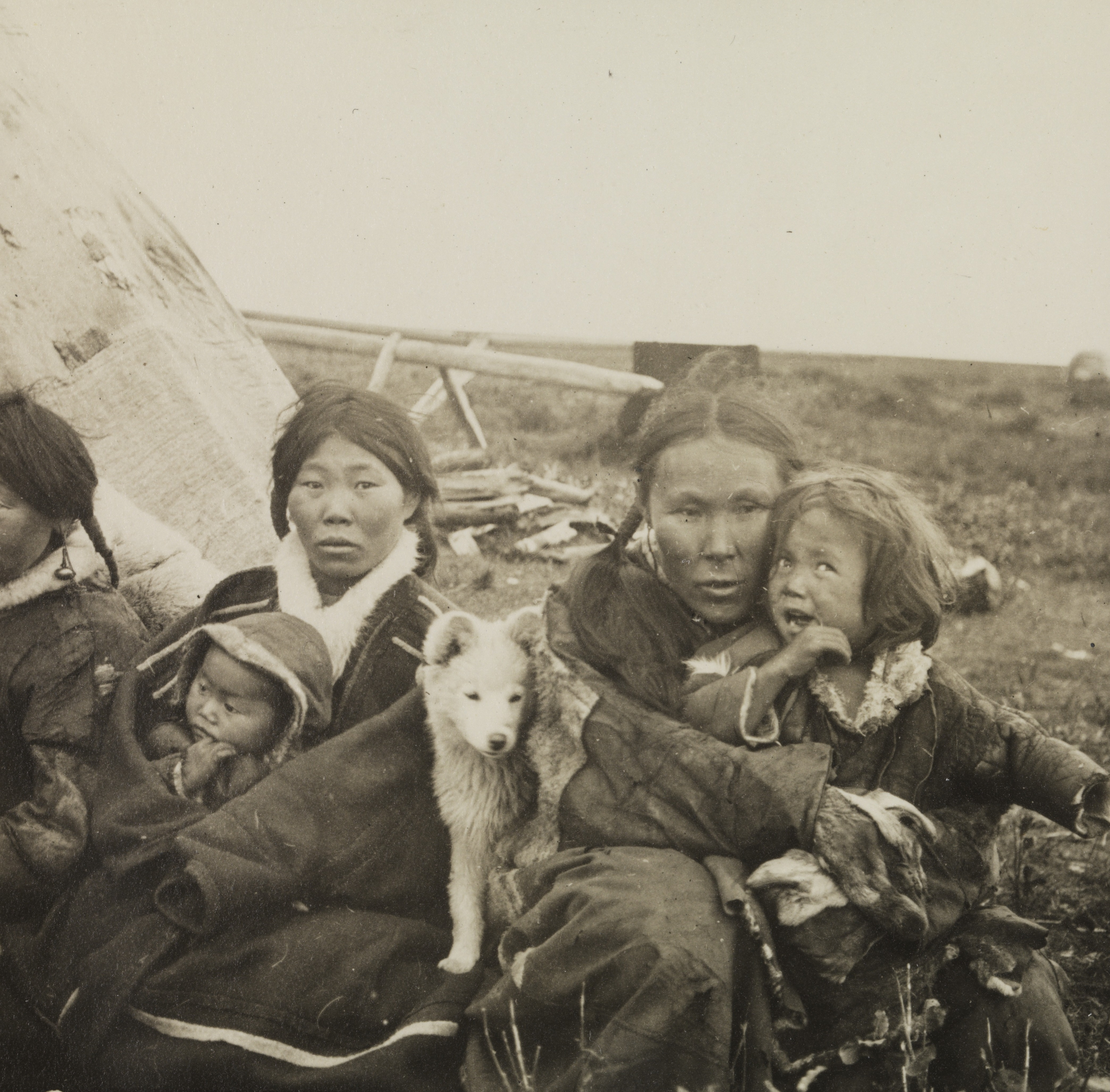
Des femmes Kètes avec leurs enfants par Fridtjof Nansen en 1913. C'est un peuple du Ienisseï, qui vit au début du XXe siècle dans toute la région du fleuve Ienisseï.

Le kraï de Krasnoïarsk abrite des individus de plus de 190 ethnies. Les principales ethnies selon le recensement de 2010 sont les Russes (91,3 %), suivis par les Ukrainiens (1,39 %), les Tatars (1,27 %) et les Allemands (0,82 %). La part des peuples autochtones du Nord (Dolganes, Evenks, Nénètses, Iakoutes, Kètes, Nganassanes, etc.) n'est que de 0,6 %. Huit groupes ethniques sont indigènes au territoire : les Dolganes, les Énètses, les Evenks, les Kètes, les Nganassanes, les Nénètses, les Selkoupes et les Tchoulymes.
| Recensement de 2010                                                | Recensement de 2010 | Recensement de 2010 |
| Ethnies                                                            | Individus           | %                   |
| ------------------------------------------------------------------ | ------------------- | ------------------- |
| Russes                                                             | 2 490 730           | 91,3                |
| Ukrainiens                                                         | 38 012              | 1,4                 |
| Tatars                                                             | 34 828              | 1,3                 |
| Allemands                                                          | 22 363              | 0,8                 |
| Azéris                                                             | 16 341              | 0,6                 |
| Tchouvache                                                         | 11 036              | 0,4                 |
| Arméniens                                                          | 10 677              | 0,4                 |
| Biélorusses                                                        | 9900                | 0,4                 |
| Kirghize                                                           | 8423                | 0,3                 |
| Ouzbek                                                             | 6234                | 0,2                 |
| Tadjiks                                                            | 6104                | 0,2                 |
| Dolganes                                                           | 5160                | 0,2                 |
| Évenks                                                             | 4272                | 0,2                 |
| Nénètses                                                           | 3000                | 0,1                 |
| Tchétchènes                                                        | 2723                | 0,1                 |
| Ossètes                                                            | 2130                | 0,1                 |
| Ethnie indiquée                                                    | 2 727 566           | 100                 |
| Personnes n'ayant pas indiqué leur ethnie                          | 100 621             |                     |
| Note : Seules les ethnies avec + de 2000 individus sont notées ici |                     |                     |

### Villes principales
| 1  | Krasnoïarsk   | 1 187 771 |
| 2  | Norilsk       | 174 453   |
| 3  | Atchinsk      | 100 621   |
| 4  | Kansk         | 86 816    |
| 5  | Jeleznogorsk  | 82 723    |
| 6  | Minoussinsk   | 70 089    |
| 7  | Zelenogorsk   | 54 279    |
| 8  | Lessossibirsk | 55 730    |
| 9  | Nazarovo      | 45 333    |
| 10 | Sosnovoborsk  | 40 442    |

### Enseignement
Plusieurs établissements d'enseignement supérieur se trouvent dans le kraï, parmi lesquels :
- Université de fédérale de Sibérie, une des plus grandes universités de Sibérie[20];
- Université d'État des sciences et technologies de Sibérie Rechetnev[58];
- Centre fédéral de recherche « Centre scientifique de Krasnoïarsk de la branche sibérienne de l'Académie des sciences de Russie »[59];
- Université agricole d'État de Krasnoïarsk[59];
- Université de médecine d'État de Krasnoïarsk Voïno-Iassenetski[59];
- Institut national des arts de Krasnoïarsk[59].

## Environnement

### Paysages
Le territoire du kraï de Krasnoïarsk est un ensemble d'espace divers, avec des déserts polaires, de la toundra, de la toundra boisée, de la taïga, de la steppe boisée. Il y a de plus des paysages de haute montagne, ainsi que des zones humides et de prairies. Cela confère au territoire une grande diversité biologique.

### Faune et flore

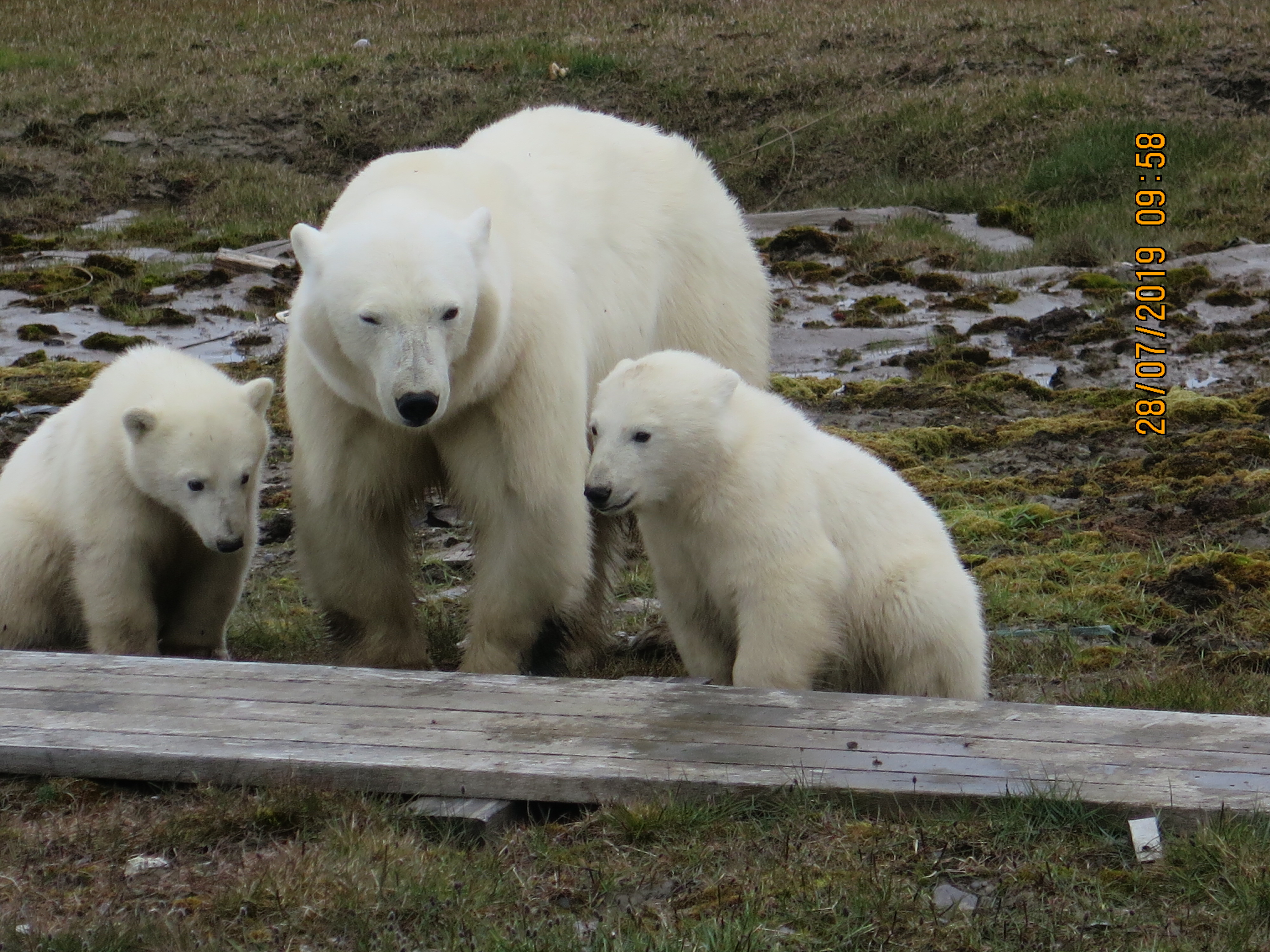
Mère et ses petits (Ours blanc) en Taïmyrie.

En 2022, plus de 3 000 espèces végétales et 521 espèces d'animaux ont été recensées sur le territoire du kraï.
Le kraï de Krasnoïarsk abrite 92 espèces de mammifères, 413 espèces d'oiseaux, 12 espèces de reptiles et d'amphibiens et 56 espèces et sous-espèces de poissons. Il compte de plus plusieurs milliers d'espèces d'insectes, d'arachnides, de mollusques et d'autres animaux. Au total, 152 espèces figurent dans le Livre rouge du kraï en 2023 , dont : 91 oiseaux, 27 mammifères, 7 poissons, 2 espèces d'amphibiens et 23 espèces d'insectes. Parmi eux, 42,1 % sont répertoriés dans le Livre rouge de Russie. Le chien de Taïmyr et le cheval Minoussinsk sont originaires de certaines zones de la région.

### Forêts

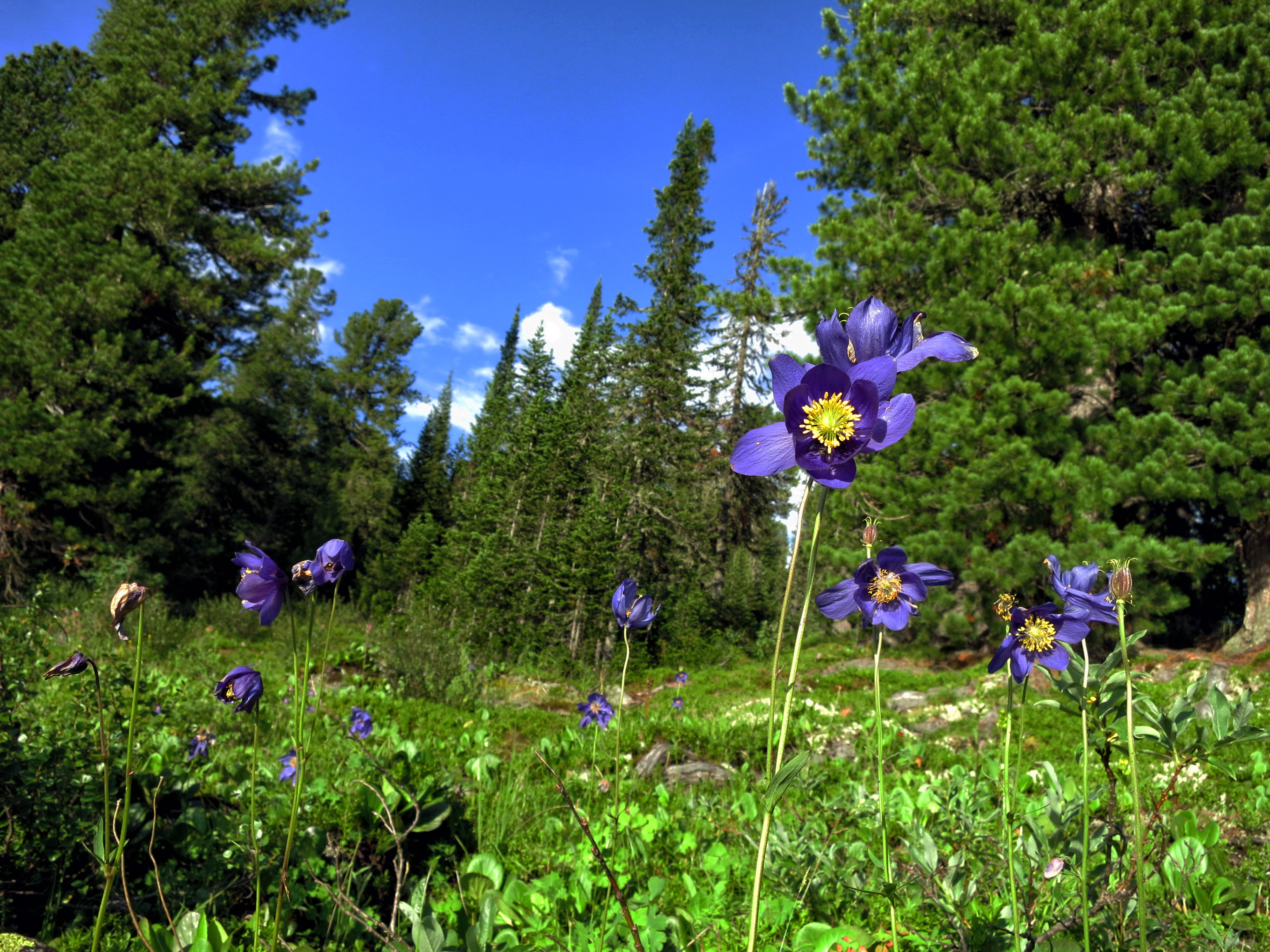
Aquilegia sibirica dans une taïga du kraï.

La superficie totale des terres sur lesquelles se trouvent des forêts est en 2022 de 164 millions d'hectares. La proporition de forêt est la plus importante en Evenkie (44 % de la superficie), dans le raïon de Chouchensk (43 % de la superficie), dans le raïon de Charypovo (42 % de la superficie) et dans le raïon d'Oujour (40 % de la superficie).
La zone de taïga occupe plus de 125 millions d'hectares, soit 76,3 % de la superficie forestière totale. Suivent la zone de forêts de la toundra et de la taïga clairsemée qui occupe 25 413 700 hectares, soit 15,5 % de la superficie forestière totale ; puis la zone des forêts de Sibérie méridionale (dans le Saïan), d'une superficie de  9 566 495 hectares, soit 5,8 % du total. Enfin, la zone de steppe boisée occupe 3 900 400 hectares, soit 2,4 % du total,.
Les principales essences forestières sont le mélèze (43,7 millions d'hectares), le bouleau (15,5 millions d'hectares), le pin (13,2 millions d'hectares) et le cèdre (9,7 millions d'hectares). Les conifères occupent 75,8 % des superficies forestières du kraï.

### Pollution
Le volume total des émissions de polluants atmosphériques en 2022 s'élevait à 2 830,1 milliers de tonnes, soit une augmentation de 8,5 % par rapport à 2021. Les émissions du transport routier se sont élevées à 195,7 milliers de tonnes, soit 4,4% de plus par rapport à 2021 mais 37,5% de moins par rapport au niveau de 2013. Les émissions des sources fixes se sont élevées à 2 632,0 milliers de tonnes, augmentant de 8,8% par rapport aux indicateurs de 2021, et de 5,4% par rapport à 2013.

### Aires protégées
Il existe plusieurs réserves naturelles et réserves de biosphère dans le territoire du kraï de Krasnoïarsk qui permettent d'étudier et de protéger la biocénose de ces zones.

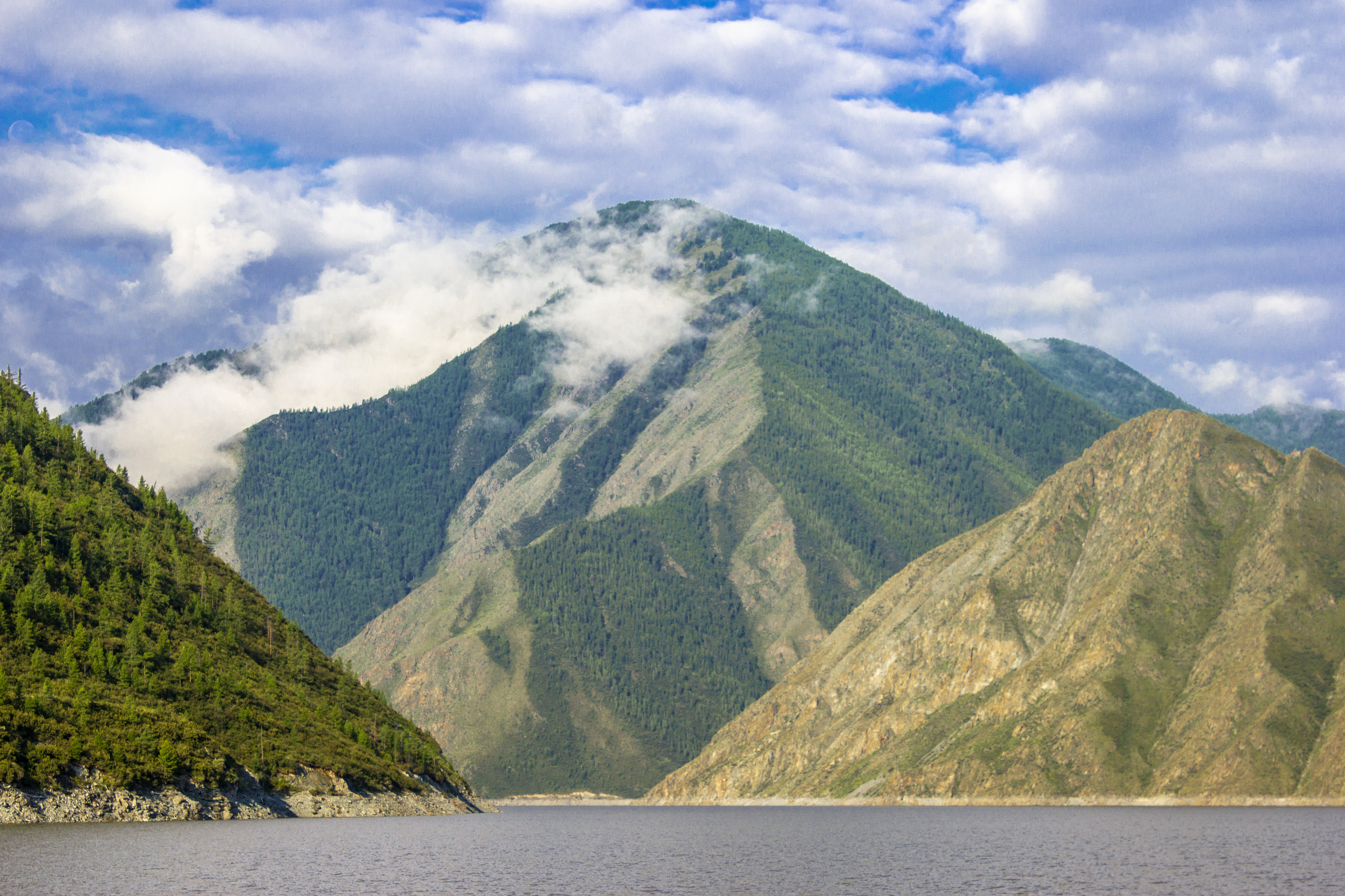
Réserve naturelle de Saïano-Chouchensk.

Au 1er janvier 2023, il existe 11 aires protégées d'importance fédérale dans le kraï de Krasnoïarsk, dont : 3 réserves naturelles de biosphère d'État, 3 réserves naturelles d'État, 2 parcs nationaux et 3 zakazniks d'État. La superficie des aires protégées fédérales s'élève à  11 588,1 milliers d'hectares en 2022.
De plus au 1er janvier 2023, le kraï compte 117 aires protégées d'importance régionale et locale, réparties entre 113 aires régionales et 4 aires locales. Les aires régionales se divisent entre 68 monuments naturels, 42 zakaniks, 2 micro-réserves naturelles et 1 parc naturel. Les aires locales se divisent entre 3 vallées protégées et 1 plan d'eau protégé. En 2022, la superficie des aires protégées d'importance régionale et locale a augmenté de 28 032,0 hectares et s'élève à 3 243 898,6 hectares.
Les plus importantes aires protégées sont :
- La réserve naturelle du Grand Arctique
- La réserve naturelle de Poutorana
- La réserve naturelle de Saïano-Chouchensk
- La réserve naturelle de Sibérie centrale
- La réserve naturelle de la Toungouska
- Le parc national des colonnes de Krasnoïarsk
- Le parc national Shushensky Bor

## Économie
En 2021, le produit intérieur brut de l'oblast s'élevait à 3 064,8 milliards de roubles, soit le 8e des 85 sujets russes, compris entre le kraï de Krasnodar au-dessus et l'oblast de Sverdlovsk en dessous. Le PIB par habitant était lui de 1 074 400 roubles,.
| Répartition | 2016 (milliers de roubles) | %    | 2022 (milliers de roubles) | %    |
| --- | -------------------------- | ---- | -------------------------- | ---- |
| Agriculture, foresterie, chasse, pêche et pisciculture                                                                                             | 50 822,7                   | 2,8  | 99 627,1                   | 3,0  |
| Exploitation minière | 337 794,3                  | 18,5 | 763 309,4                  | 22,9 |
| Industries manufacturières | 558 578,3                  | 30,7 | 895 791,7                  | 26,9 |
| Fourniture d'électricité, de gaz et de vapeur; climatisation                                                                                       | 81 795,2                   | 4,5  | 104 650,0                  | 3,2  |
| Approvisionnement en eau; évacuation de l'eau, organisation de la collecte et de l'élimination des déchets, activités de lutte contre la pollution | 11 605,6                   | 0,6  | 14 872,5                   | 0,4  |
| Construction | 125 057,5                  | 6,9  | 204 321,9                  | 6,2  |
| Commerce de gros et de détail; réparation de véhicules et de motos                                                                                 | 117 880,6                  | 6,5  | 211 534,8                  | 6,4  |
| Transport et stockage | 108 582,8                  | 6,0  | 217 985,2                  | 6,6  |
| Hôtellerie et restauration | 9 970,1                    | 0,5  | 22 768,9                   | 0,7  |
| Information et communications | 23 981,6                   | 1,3  | 36 119,6                   | 1,1  |
| Activités financières et d'assurance | 2 638,0                    | 0,1  | 4 560,7                    | 0,1  |
| Activités immobilières | 100 069,6                  | 5,5  | 208 939,8                  | 6,2  |
| Activités professionnelles, scientifiques et techniques                                                                                            | 42 987,8                   | 2,4  | 98 326,7                   | 3,0  |
| Activités administratives et services complémentaires associés                                                                                     | 27 353,7                   | 1,5  | 53 058,9                   | 1,6  |
| Administration publique et armée ; sécurité sociale                                                                                                | 89 631,5                   | 4,9  | 147 890,8                  | 4,5  |
| Éducation | 51 855,7                   | 2,8  | 104 682,9                  | 3,2  |
| Services de santé et services sociaux | 61 755,7                   | 3,4  | 95 611,7                   | 2,9  |
| Activités culturelles, sportives, de loisirs et de divertissement                                                                                  | 12 240,0                   | 0,7  | 23 233,8                   | 0,7  |
| Prestation d'autres types de services | 7 299,5                    | 0,4  | 11 739,7                   | 0,4  |
| Total | 1 821 899,9                | 100  | 3 319 026,2                | 100  |

### Agriculture

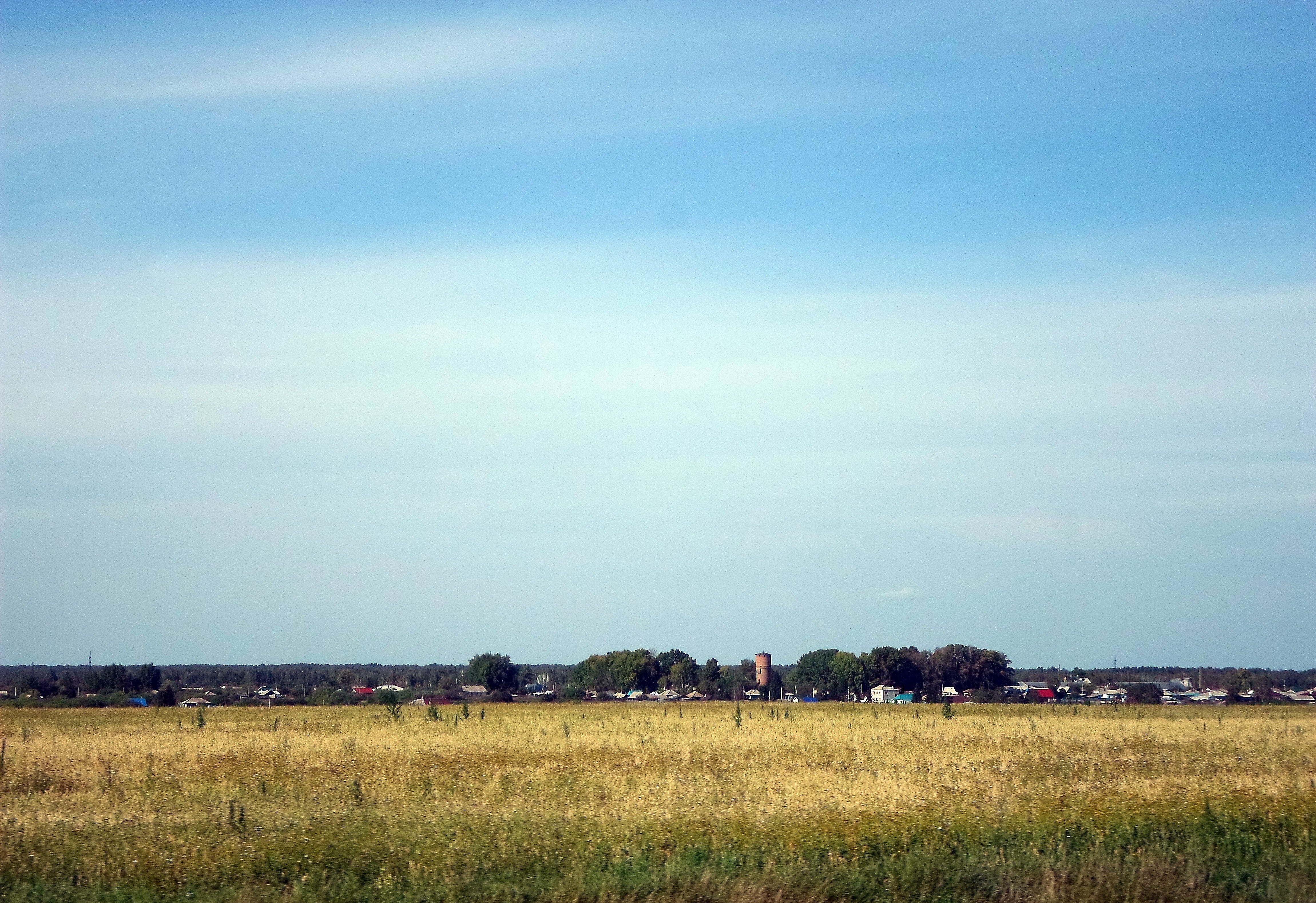
Champ à Kritovo dans le raïon de Bogotol.

Le territoire de Krasnoïarsk est considéré comme la plus grande région agricole de Sibérie centrale et orientale. Elle produit  plus de la moitié de la production totale de céréales, plus de 40 % des pommes de terre, 37 % des légumes, 43 % du lait, 36 à 43 % de la viande et des œufs de toute la région économique de Sibérie orientale. L'agriculture est dominée par les cultures de céréales, de pommes de terre et de légumes. Quant à l'élevage, il est pour la production de viande et de produits laitiers. L'élevage ovin, l'aviculture, l'apiculture et l'élevage des animaux à fourrure sont pratiqués et développés dans la province.
La superficie ensemencée est la suivante :
| Superficies ensemencées : | Superficies ensemencées : | Superficies ensemencées : | Superficies ensemencées : | Superficies ensemencées : | Superficies ensemencées : |
| année                     | 1959                      | 1990                      | 2000                      | 2005                      | 2015                      |
| ------------------------- | ------------------------- | ------------------------- | ------------------------- | ------------------------- | ------------------------- |
| Mille ha                  | 3927                      | 2879.1                    | 1926.4                    | 1608                      | 1538.1                    |

### Énergie

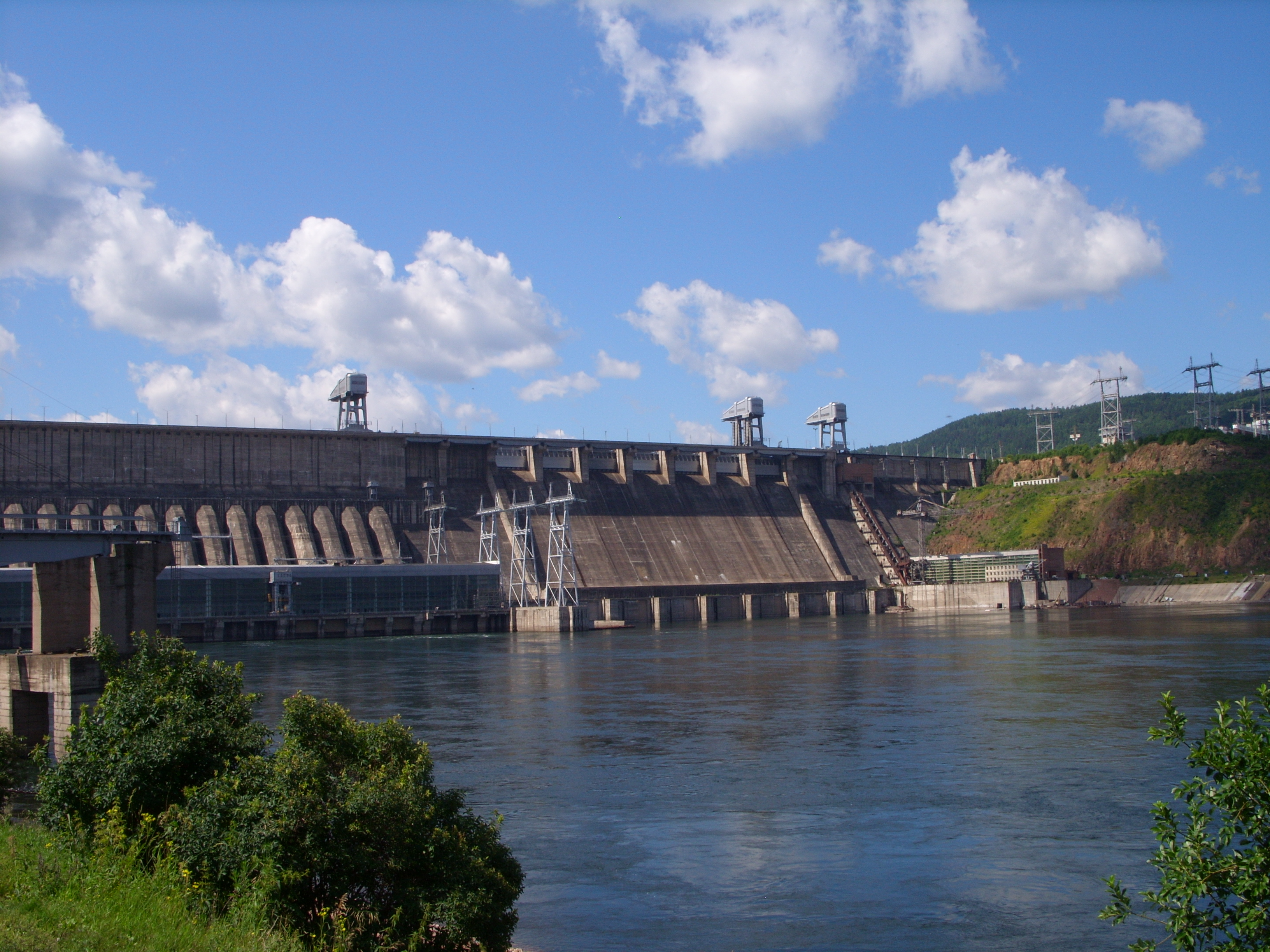
Vue générale de la centrale hydroélectrique de Krasnoïarsk.

Le système énergétique du kraï de Krasnoïarsk est le plus grand en termes de capacité installée de centrales électriques en Russie. Au 1er janvier 2023, dans le kraï (à l'exclusion des réseaux électriques séparés), 21 centrales électriques fonctionnaient avec une capacité installée de 15 948,0 millions de kWh d'électricité, dont 9 002,4 millions de kWh des centrales hydroélectriques et 6 945,6 millions de kWh des centrales thermiques. En 2018 la région a produit 68 milliards de kWh, soit 6 % du volume total d'énergie produit en Russie. Un cinquième de sa production est exporté à d'autres sujets du pays. La spécificité du secteur énergétique du territoire de Krasnoïarsk est la présence du réseau électrique de Norilsk-Taïmyr, isolé du système énergétique unifié de la Russie, ainsi que d'une zone d'approvisionnement énergétique décentralisée.
Les centrales hydroélectriques suivantes se trouvent dans la région, :
- Barrage de Krasnoïarsk ;
- Barrage de Bogoutchany ;
- Barrage d'Igarka ;
- Barrage de la Koureïka ;
- Barrage d'Oust-Khantaï ;
- Barrage de Severo-Ienisseïsk.

### Secteur minier et hydrocarbures

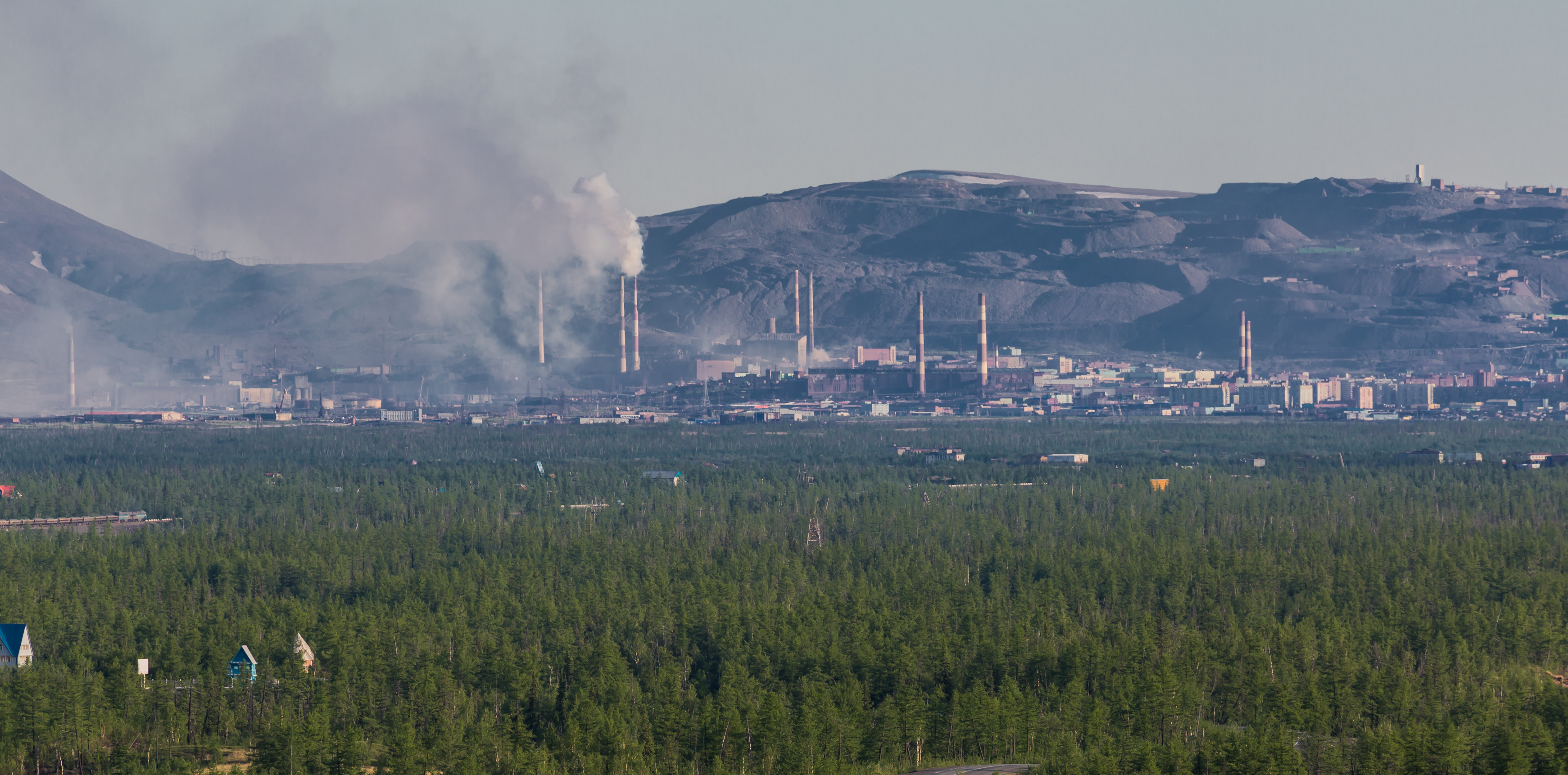
Usine de Nornickel à Norilsk.

La province joue un rôle important au niveau du pays et au niveau mondial dans le secteur minier. Ainsi, elle extrait plus de 80 % du volume total russe de nickel (soit 20 % de la production mondiale), plus de 70 % du cuivre, environ 30 % de l'aluminium et près de 98 % des platinoïdes. Concernant les volumes de production d'or, la région occupe la première place en Russie, fournissant 18 % de la production russe. Par ailleurs, dans la production d'hydrocarbures de toute la Russie, la région fournit 2,5 % de la production pétrolière et 0,3 % de la production de gaz.
La région extrait plus de 30 métaux et éléments lourds, légers, alliés et de terres rares. Les plus importants sont l'aluminium, le nickel, le cobalt, le cuivre, le platine et l'or. Le fleuron de l'industrie est le groupe Nornickel, qui engendre un sixième de la production industrielle de la région. Il y a aussi l'usine de Krasnoïarsk en entreprises métallurgique (aluminium, métaux métallurgiques et non ferreux), la raffinerie d'aluminium d'Atchinsk et l'usine d'extraction et de traitement de Gorevski.
En tout, environ six mille gisements se trouvent dans la région, dont 95 % des réserves russes de nickel et de platinoïdes. La région est la deuxième de Russie pour les réserves d'or (12 % du total des réserves). Les réserves de charbon se trouvent dans le champ de lignite de Kansk-Atchinsk et le champ de charbon de Toungousski, les deux plus grands du monde. Le gisement de Gorevskoïe contient 42,7 % du plomb russe, et la région se classe troisième pour ses réserves de manganèse
Le kraï est leader en Russie avec 38 gisements d'hydrocarbures bruts, soit les deuxièmes réserves de pétrole et de gaz naturel de Russie après celles de l'oblast de Tioumen. Les principales réserves sont le gisement d'hydrocarbures de Vankor, celui de Iourobtcheno-Tokhomskaïa, celui de Kouïoubinskoïe et le champ de gaz de Messoyakha. En 2018, la région a produit 24,6 millions de tonnes de pétrole (plus de 4 % de la production totale russe).
- Mine de Blagodatnoye
- Mine Olimpiada

## Culture locale et patrimoine

### Lieux et monuments
Au 30 avril 2023, le kraï de Krasnoïarsk compte 2 006 objets patrimoniaux culturels inscrits au registre d'État unifié des objets du patrimoine culturel ainsi que 2818 objets patrimoniaux culturels identifiés (en attente de classement). D'un point de vue des natures des objets, il y a 435 monuments historiques, 1 081 monuments archéologiques, 17 monuments d'art et 473 monuments d'architecture et d'urbanisme. Les villes de Krasnoïarsk, Ienisseïsk, Atchinsk, Minoussink et Kansk comptent 424 monuments d'architecture et d'urbanisme, tandis que les raïons de la dépression de Minoussinsk possèdent 532 monuments archéologiques, soit presque la moitié du total archéologique,.

Patrimoine classé (sélection) :
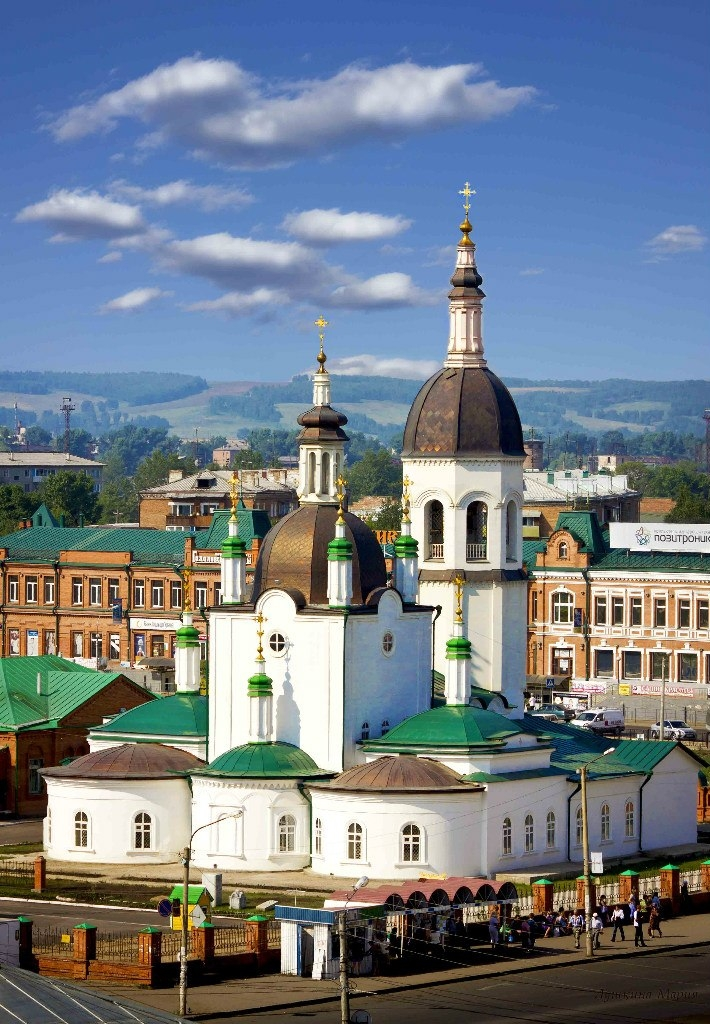
Cathédrale de la Sainte-Trinité de Kansk.
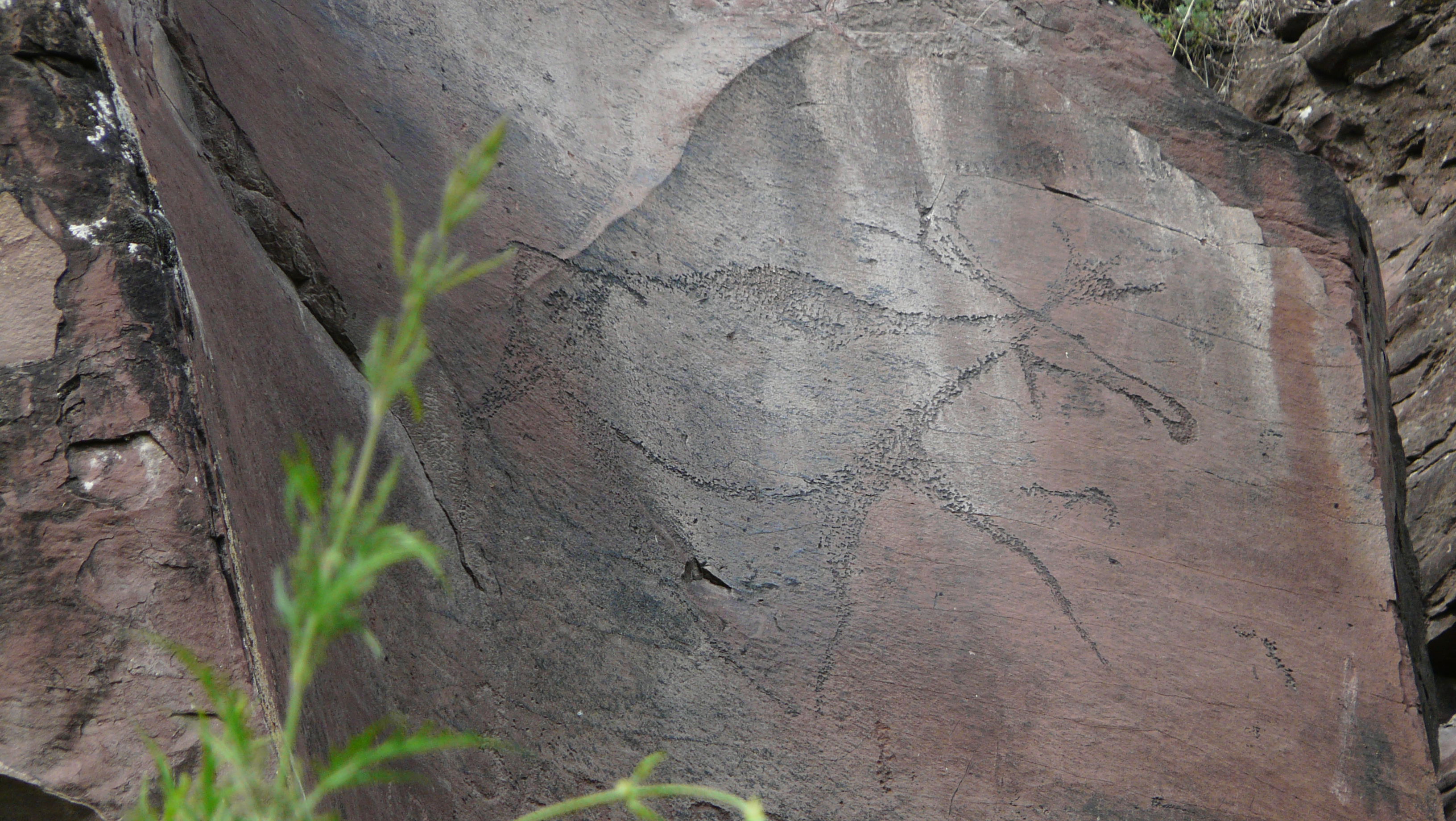
Pétroglyphes de Chalabolino.
Maison Wilner, Minoussinsk
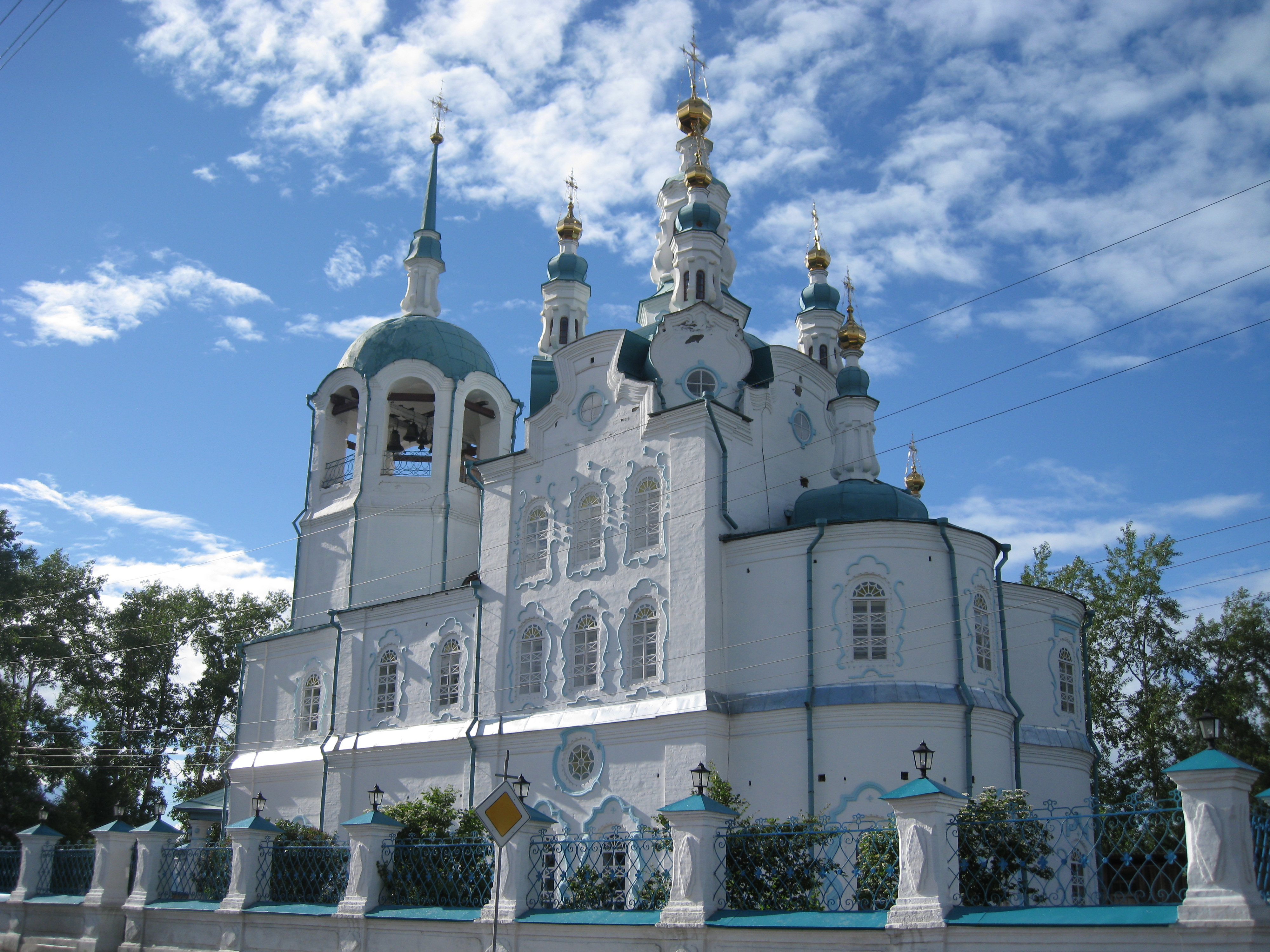
Cathédrale de la Dormition d'Ienisseïsk.

### Culture indigène

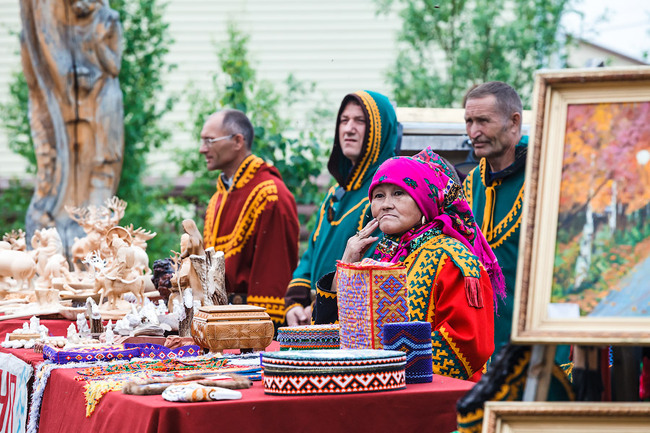
Vente de biens traditionnels selkoupes.

Le kraï de Krasnoïarsk est l'habitat d'un certain nombre de peuples autochtones. Ces peuples vivent traditionnellement selon les principes de la nature, à savoir de ne pas tuer plus d'animaux qu'il est nécessaire pour se nourrir et pour son confort, aider son voisin, dans des régions où les conditions de vie sont rudes, partager ce que chacun a avec les autres, etc. L'austérité est ainsi un aspect de la vie quotidienne des peuples autchtones du nord du kraï. Les chefs des populations insistent en la préservation des traditions afin de préserver la langue et ainsi la population, avec en particulier l'élevage de rennes, la chasse et la pêche traditionnelles. Outre ces éléments, l'élément le mieux préservé chez les peuples autochtones est la cuisine traditionnelle, que presque chaque individu sait. D'autres aspects culturels comprennent les coutumes et cérémonies traditionnelles, bien que sous une forme réduite en raison de la disparition des chamans, mais aussi les arts décoratifs et appliqués, mieux préservés que les coutumes orales.